# Shinigami (Bleach)

Alcuni capitani Shinigami del Gotei 13

Nell'universo di Bleach, gli Shinigami (死神?, Shinigami, lett. "dei della morte") sono degli spiriti psicopompi che regolano il flusso delle anime tra il mondo dei vivi e l'aldilà, conosciuto come Soul Society. Il loro compito è quello di proteggere le anime dei defunti e guidarle verso la Soul Society, combattendo allo stesso tempo contro gli spiriti maligni, voraci di anime, chiamati Hollow. Gli Shinigami sono anime di persone morte che hanno ottenuto dei poteri spirituali. I loro corpi sono costituiti da reishi, particelle spirituali, e possono essere visti soltanto da coloro che sono sensibili alle entità spirituali, il che esclude praticamente tutti gli esseri umani. Possono vivere centinaia di anni ed essere feriti come dei normali esseri umani, anche se sono molto più resistenti a tali ferite. Se uno Shinigami muore, le reishi che lo compongono si fondono con la Soul Society e l'individuo è reincarnato nel mondo dei vivi, assicurando il mantenimento dell'equilibrio tra le due dimensioni.
Ogni Shinigami possiede un'energia spirituale, denominata reiatsu, la cui forza varia da persona a persona, e una zanpakutō (斬魄刀? lett. "spada mieti-anime"), una spada dotata di poteri unici che riflette l'anima dell'utilizzatore e la sua personalità. Le zanpakutō condividono un forte legame simbiotico con i loro proprietari, tanto che il loro aspetto spirituale possiede dei tratti simili all'utilizzatore e le loro capacità si evolvono riflettendo la crescita di potere dello Shinigami che le brandisce. Apprendendo il nome dello spirito della propria spada attraverso l'allenamento, gli Shinigami possono sbloccare delle trasformazioni della loro zanpakutō. Il primo potenziamento, chiamato shikai (始解? lett. "rilascio iniziale"), trasforma l'aspetto dell'arma così che l'utilizzatore possa ricorrere alle sue abilità in modo più efficace. Il secondo potenziamento, denominato bankai (卍解? lett. "rilascio finale"), è uno stadio raggiungibile soltanto dagli Shinigami più esperti, che richiede un minimo di cinque/dieci anni di allenamento per padroneggiarlo. Una volta ottenuto, lo Shinigami può liberare il massimo potenziale della propria zanpakutō, aumentando enormemente il suo potere. Molti Shinigami sono inoltre in grado di utilizzare il kidō (鬼道? lett. "patto demoniaco"), una forma di magia che viene utilizzata pronunciando un incantesimo specifico. La maggior parte dei kidō presentati nel corso della serie sono usati come attacchi, protezioni o per imprigionare gli avversari, ma possono essere utilizzati anche per guarire ferite o per comunicare a grande distanza. Essi sono ordinati in una scala dall'1 al 99, con aumento progressivo della complessità dell'incantesimo e della sua forza.
Il luogo di residenza degli Shinigami è la Soul Society (尸魂界?, Souru Sosaeti). La maggior parte di questo aldilà è costituita dal Rukongai (流魂街? lett. "Città degli spiriti vaganti"), una regione divisa in numerosi distretti dove abitano i civili e gli Shinigami meno abbienti. Essa è separata dal Seireitei (瀞霊廷? lett. "Corte delle anime pure"), il nucleo della Soul Society e la residenza dell'élite degli Shinigami, da una cinta muraria sorvegliata da quattro guardiani. Il sovrano della Soul Society è il Re Spirito, un'entità che, con la sua esistenza, garantisce l'equilibrio tra i due mondi e che abita una dimensione separata, protetto dalla Guardia reale. L'organo decisionale principale della Soul Society è tuttavia la Camera dei 46 (中央四十六室?, Chūō yonjūroku shitsu); essa è composta da 40 anziani e 6 giudici, che si trovano chiusi in un'enclave chiamata Seijōtōkyorin (清浄塔居林?) in cui nessun altro può entrare. Le decisioni della Camera in materia di legislazione e giustizia sono inappellabili e definitive. I viaggi fra il mondo dei vivi e la Soul Society sono rari e ben monitorati, con un numero limitato di Shinigami che viene stazionato periodicamente sulla Terra per svolgere le loro funzioni.

## Esercito e gradi
Gli shinigami in possesso di un'elevata reiatsu e di capacità fuori dal comune possono iscriversi all'Accademia degli Shinigami (真央霊術院?, Shinōreijutsuin), in cui, per un periodo di sei anni, sono addestrati al combattimento, all'uso del kidō e allo svolgimento delle loro funzioni. Terminato questo apprendistato, possono fare richiesta per entrare in uno dei tre corpi d'esercito: il Gotei 13 (護廷十三隊?, Goteijūsantai), il Corpo del kidō (鬼道衆?, kidōshu) e le Forze speciali (o Unità mobili segrete) (隠密機動?, Onmitsukidō). Il Gotei 13 è la compagine più grande, divisa al suo interno in tredici compagnie, ognuna simboleggiata da un fiore e alcune con una particolare specializzazione. La quarta, ad esempio, è addetta al supporto e alle cure mediche, l'undicesima al combattimento con la spada, la dodicesima alla ricerca scientifica.
Il comandante generale (総隊長?, sotaichō) è il capo del Gotei 13 e il capitano della prima compagnia. La sua posizione è quella di un primus inter pares. I capitani (隊長?, taichō) sono a capo delle altre dodici compagnie e sono tra gli shinigami più rispettati all'interno della Soul Society. Tutti i capitani sono in grado di usare il bankai e sono generalmente molto più forti dei loro luogotenenti. Esistono tre modi per diventare capitano di una compagnia: sostenere l'esame di idoneità, per cui è richiesta la capacità di utilizzare il bankai, al cospetto di almeno tre capitani, incluso il comandante generale; essere raccomandati personalmente da almeno sei capitani e approvati da almeno tre dei rimanenti sette; sconfiggere in battaglia il precedente capitano, con la testimonianza di almeno duecento membri della propria compagnia. I luogotenenti (副隊長?, fukutaichō, lett. "vice-capitani") sono i secondi ufficiali delle compagnie. Hanno la funzione di ufficiale esecutivo della loro compagnia e si prendono cura di supervisionare le operazioni quotidiane. Generalmente riescono a rilasciare solo lo shikai della loro zanpakutō e sono secondi solo al capitano. In caso di morte del capitano o di momentanea incapacità possono agire in sua vece. Gli ufficiali di seggio (席官?, sekikan) vanno dal terzo al ventesimo grado; in una compagnia solo una persona può ricoprire il ruolo di ufficiale per le posizioni a una cifra, mentre i seggi più bassi possono essere anche assegnati a diverse persone contemporaneamente.
La maggior parte del personale del Gotei 13 indossa l'uniforme standard chiamata shihakusho (死覇装?), una maglia bianca coperta da un kimono nero, degli hakama neri e una cintura bianca. I luogotenenti talvolta indossano anche una fascia sul braccio che mostra il simbolo e il numero della loro divisione. I capitani indossano un haori bianco sopra l'uniforme da shinigami, con il numero della loro compagnia sulla schiena, posto all'interno del simbolo del Gotei 13. Molti ufficiali, tuttavia, in particolare i capitani e i luogotenenti, personalizzano le loro uniformi o il loro aspetto.

## Gotei 13

### Prima Divisione
Dopo la morte di Genryūsai Shigekuni Yamamoto e Chōjirō Sasakibe, il loro posto come comandante generale e luogotenente della Prima Divisione viene preso da Shunsui Kyōraku e Nanao Ise.

#### Genryūsai Shigekuni Yamamoto
Genryūsai Shigekuni Yamamoto (山本元柳斎 重國?, Yamamoto Genryūsai Shigekuni) era il capitano della Prima Divisione e Comandante Generale del Gotei 13. Appare come un anziano calvo con baffi, sopracciglia e barba lunghi; a dispetto della veneranda età ha un fisico forte e muscoloso segnato da numerose cicatrici, testimonianza delle innumerevoli battaglie a cui ha partecipato. Ha un temperamento fiero e deciso e crede fermamente che la legge debba essere rispettata a qualsiasi costo. Ha fondato l'Accademia degli Shinigami e ha personalmente insegnato le arti del combattimento a Shunsui Kyōraku e Jūshirō Ukitake, che considera quasi come figli propri.

Il generale Yamamoto sulla copertina 45 del manga

Fa la sua prima apparizione nella saga della Soul Society durante l'assemblea dei capitani convocata per far luce sui bizzarri comportamenti di Gin Ichimaru; dopo aver assistito al fallimento della condanna a morte di Rukia sfida i suoi due discepoli, che ritiene abbiano perso la retta via, ma il duello viene interrotto dall'improvvisa ricomparsa di Aizen, dato per morto. Nella battaglia di Karakura prima ha facilmente la meglio sulla chimera Allon, evocata dalle tre Fracción del Terzo Espada Tia Harribel, e poi affronta l'Arrancar modificato Wonderweiss Margela, creato appositamente da Aizen per sigillare il potere della zanpakutō del Comandante: l'Arrancar riesce nel suo scopo e Yamamoto è costretto ad usare il suo stesso corpo per fermare l'esplosione delle fiamme create dalla sua spada e sigillate nella testa di Margela. Nonostante ciò tenta di usare l'Hado numero 96 per uccidere il capitano traditore sacrificando il suo braccio sinistro, ma non riesce nel suo intento. Nella saga dei Fullbringers ordina a Urahara di creare la spada di reiatsu, realizzata con il potere di alcuni membri del Gotei 13, per ripristinare i poteri di Ichigo, mentre nella saga della Guerra dei mille anni muore in combattimento contro il suo nemico mortale Yhwach dopo che questi gli ha sottratto il bankai; il suo posto come Comandante Generale viene preso dal suo ex allievo Kyōraku. Yamamoto è uno dei personaggi più forti del manga: la sua enorme esperienza e la sua forza in tutti gli aspetti del combattimento fanno di lui un nemico tremendo da affrontare, tanto che lui stesso afferma che negli ultimi mille anni non c'è mai stato uno Shinigami più forte di lui. 
La sua zanpakutō si chiama Ryūjin Jakka (流刃若火? "Fuoco delle Lame che Scorrono") e nella sua forma sigillata ha l'aspetto di una normale katana tenuta tuttavia nascosta all'interno del bastone da passeggio del vecchio Shinigami. È una zanpakutō di tipo elementale legata al fuoco ed è la più antica e potente nel suo genere, nonché quella con la maggior potenza d'attacco. Lo shikai viene rilasciato al comando "riduci l'intero universo in cenere" (万象一切灰燼と為せ?, banshō issai kaijin to nase) e il suo potere è tale che l'area intorno al capitano viene consumata dalle fiamme, alle quali possono resistere solo potenti capitani. Il bankai prende il nome di Zanka no Tachi (残火の太刀? "Spada delle Braci") e tramite questo le fiamme si concentrano nella lama, che appare come fosse bruciata e rovinata dal fuoco, raggiungendo temperature di 15.000.000 di gradi. Dal momento dell'attivazione tutto l'ambiente circostante viene colpito da una condizione di siccità; dai pensieri del comandante, inoltre, si intuisce che persino il suo stesso corpo sarebbe in pericolo se il rilascio dovesse protrarsi a lungo. È doppiato da Masaaki Tsukada,  Binbin Takaoka (serie 2022) (ed. giapponese) e da Riccardo Rovatti (ed. italiana).

#### Chōjirō Sasakibe
Chōjirō Tadaoki Sasakibe (雀部 長次郎・忠息?, Sasakibe Chōjirō Tadaoki) era il luogotenente della Prima Divisione. È un uomo di mezz'età dalla pelle leggermente abbronzata, dai capelli bianchi e con dei sottili baffi a manubrio. A differenza degli altri vice-capitani indossa un jinbaori bianco sopra il kimono. Nell'anime gli occhi di Chōjirō sono gialli, mentre nel manga sono privi di pupilla. Viene rivelato che era riuscito ad ottenere il bankai ancor prima di Kyōraku ed Ukitake ma, in rispetto a Yamamoto, non aveva mai usato la sua abilità di fronte agli altri o fatto richiesta di diventare capitano. Durante l'invasione della Soul Society da parte del Vandenreich, Chōjirō viene sconfitto e ridotto in fin di vita da una delle frecce dello Stern Ritter "O" Driscoll Berci, dopodiché muore a causa della ferita riportata.
La sua zanpakutō si chiama Gonryōmaru (厳霊丸? "Spirito Severo"). Lo shikai si attiva al comando "perfora" (穿て?, ugate) e grazie ad esso la spada assume l'aspetto di un fioretto e la capacità di manipolare i fenomeni atmosferici, utilizzando poteri legati ai fulmini. Inoltre è in grado anche di creare nuvole temporalesche e richiamare la pioggia, amplificando così la sua potenza d'attacco. Il suo bankai prende il nome di Kōkō Gonryōrikyū (煌々・厳霊離宮? "Luminoso Santuario dello Spirito Severo"). Esso crea un'enorme cupola composta d'elettricità, sorretta e ancorata al terreno da diversi pilastri elettrici. Attraverso questa costruzione, Chōjirō è capace di scagliare fulmini, di gran lunga più potenti di quelli generati dal suo shikai, e di direzionarli a piacimento. È doppiato da Taro Yamaguchi (ed. giapponese) e da Pino Pirovano (ed. italiana)

#### Genshirō Okikiba
Genshirō Okikiba (沖牙 源志郎?, Okikiba Genshirō) è il comandante di terzo seggio. Ha l'aspetto di un uomo anziano, dai grandi baffi e dal viso solcato da rughe. I suoi capelli sono bianchi, con una ciocca tinta di nero. Appare durante l'invasione della Soul Society da parte del Vandenreich, quando Yamamoto gli ordina di proteggere la caserma della Prima Divisione. Tuttavia Yhwach distrugge la caserma e ciò fa pensare che Genshirō sia morto al suo interno. Successivamente si scopre che è sopravvissuto, poiché Kyōraku afferma di volerlo come luogotenente.

### Seconda Divisione

#### Soifon
Soifon (蜂砕?) è il capitano della Seconda Divisione nonché leader delle Forze Speciali. Si presenta come una giovane donna dal fisico scolpito con i capelli corti neri ma anche due lunghe trecce inserite in fasce bianche che terminano in due anelli dorati. È molto attaccata alle tradizioni e alla disciplina, tratta male i suoi subordinati e non ha pietà per il nemico. Nata col nome Shaolin Fon (蜂 梢綾?, Fon Shaorin) e membro dell'omonima famiglia, appartenente alla nobiltà minore della Soul Society e tradizionalmente al servizio della casata Shihōin, è stata a lungo luogotenente di Yoruichi, di cui divenne la sottoposta più fedele nonché grande amica: per questo motivo, quando questa diserta e fugge sulla Terra, Soifon si sente tradita e abbandonata. Proprio per via del suo passato non ammette alcun cenno di disobbedienza né tanto meno il tradimento.
Inizialmente, durante la saga della Soul Society, non mostra alcun interesse riguardo all'invasione di Ichigo e degli altri, finché non viene informata che il gruppetto è guidato da Yoruichi; successivamente se la prende con i due sottoposti di Ukitake che avevano permesso a Renji di fuggire insieme a Rukia: quando sta per ucciderli proprio Yoruichi la ferma e ingaggia con lei un selvaggio combattimento da cui, alla fine, Soifon esce sconfitta; la Shinigami si lascia quindi andare ad un pianto liberatorio, chiedendo alla vecchia amica il motivo per cui non l'avesse portata con sé cento anni prima. Durante la saga della falsa Karakura affronta, insieme al suo vice, il Segunda Espada Baraggan Luisenbarn, che col suo potere riesce a decomporle il braccio sinistro; grazie poi all'intervento del Vizard Hachigen Ushōda l'Hollow viene battuto e Soifon, al termine del combattimento, si fa curare l'arto. Durante l'invasione della Soul Society da parte del Vandenreich affronta lo Stern Ritter "K" BG9, che riesce a rubarle il suo bankai; nonostante questo Soifon resiste fino alla ritirata del Quincy e successivamente decide di migliorare il suo Shunko per sopperire a tale privazione: nel secondo incontro tra i due il capitano riesce a recuperare il suo bankai grazie ad una pillola inventata da Urahara e a battere il nemico appena prima di essere sconfitta. È doppiata da Tomoko Kawakami fino all'episodio 205 e da Houko Kuwashima dall'episodio 206 in avanti, in italiano da Giuliana Atepi.
Soifon è molto abile sia nel corpo a corpo che nel kidō e dalla sua mentore ha appreso la tecnica dello Shunkō (瞬閧? "Pianto di luce"), una combinazione di queste due arti che accumula il reiatsu sulle spalle e sulla schiena (motivo per cui l'uniforme del leader delle forze speciali, sotto il tradizionale haori da capitano, lascia scoperte schiena, spalle e braccia). La sua zanpakutō si chiama Suzumebachi (雀蜂? "Vespa"): nella sua forma sigillata ha l'aspetto di una dao, mentre dopo aver rilasciato lo shikai, che si attiva al comando "pungili a morte" (尽敵螫殺?, jinteki shakusetsu), assume la forma di un guanto posto sulla mano destra con un lungo pungiglione in corrispondenza del dito medio. L'abilità speciale di questo shikai si chiama Nigeki Kessatsu (弐撃決殺? "La morte in due colpi"): quando Soifon colpisce l'avversario in un qualsiasi punto del corpo, su questo appare un tatuaggio a forma di farfalla chiamato "Homonka" (蜂紋華, "Fiore dell'araldo della vespa") che, se colpito per una seconda volta, porta inevitabilmente alla morte (l'unico ad esservi sopravvissuto è Aizen, il quale rivela che per fermare tale effetto è sufficiente avere più reiatsu del capitano). Il bankai di Suzumebachi prende il nome di Jakuhō Raikōben (雀蜂雷公? "Frusta tonante della vespa") e appare come un lanciarazzi dalla grande potenza distruttiva che ricopre il braccio e la spalla destri; Soifon si dice piuttosto restia nell'usarlo poiché, in confronto alle caratteristiche armi e metodi di uccisione dei membri delle Forze Speciali, è troppo appariscente e scomodo.

#### Marechiyo Ōmaeda
Marechiyo Ōmaeda (大前田 希千代?, Ōmaeda Marechiyo) è il luogotenente della Seconda Divisione. Proveniente da una famiglia molto ricca e influente, è un uomo robusto dalle labbra carnose; di carattere arrogante e presuntuoso, è piuttosto grezzo, amante del cibo e dai comportamenti spesso indiscreti e fastidiosi, sebbene si riveli alla fin fine un gran codardo. Appare per la prima volta nella saga della Soul Society al seguito del suo capitano, che lo offende di continuo; in seguito affronta malvolentieri insieme ad altri due luogotenenti Ichigo, dal quale viene sconfitto senza difficoltà. Compare quasi esclusivamente in compagnia del suo capitano, partecipando con lei agli scontri con Baraggan e BG9. È doppiato da Shōto Kashii e in italiano da Roberto Accornero.
La sua zanpakutō si chiama Gegetsuburi (五形頭? "Testa pentaforme") e rilascia lo shikai al comando "distruggi" (打っ潰せ?, buttsubuse): la spada assume quindi le sembianze di una mazza ferrata collegata all'elsa tramite una lunga catena, grazie alla quale può raggiungere avversari anche a notevole distanza.

#### Yoruichi Shihōin
Yoruichi Shihōin (四楓院 夜一?, Shihōin Yoruichi) è un'amica di lunga data di Kisuke Urahara e uno dei primi alleati di Ichigo e compagni, aiutandoli a scoprire e sviluppare i loro poteri in previsione dello scontro con gli Shinigami per liberare Rukia. Inizialmente si presenta sotto l'aspetto di un gatto nero, in cui può trasformarsi a piacimento, mentre in forma umana è una donna dalle forme sinuose, la pelle scura e i capelli viola. È molto alla mano e ama stupire gli altri trasformandosi quando meno se l'aspettano o assumere un tono da uomo nella sua forma da gatto, in modo tale che nessuno capisca che si tratta in realtà di una donna. Tite Kubo ha affermato che Yoruichi è uno dei suoi due personaggi femminili più amati insieme a Rangiku Matsumoto, affermando che lo diverte "disegnarla e creare storie con lei".
Yoruichi occupava il rango di capitano della Seconda Divisione, di capo del clan Shihōin — una delle quattro nobili famiglie della Soul Society — e di comandante in capo delle Forze Speciali; cento anni prima dell'inizio della storia, tuttavia, perse la sua posizione quando aiutò Urahara e Tessai Tsukabishi a salvare i Vizard dagli esperimenti di Aizen e venne bandita nel mondo terreno.
Durante la saga degli Arrancar affronta Yammy Rialgo salvando Ichigo e Inoue da morte certa: grazie alla sua tecnica corpo a corpo riesce ad avere la meglio sul gigante, ma dopo lo scontro il suo braccio sinistro e la sua gamba sinistra risentiranno della resistenza della pelle corazzata del nemico. Durante gli scontri nella falsa Karakura Yoruichi, Urahara e Isshin Kurosaki combattono contro Aizen nell'attesa che Ichigo ritorni dall'Hueco Mundo; a causa del potere dell'Hogyoku, il nemico riesce a sbaragliare senza troppe difficoltà i tre, sebbene Yoruichi combattesse con un'armatura creata apposta per lei da Urahara. Durante la guerra con il Vandenreich partecipa all'invasione del palazzo reale insieme al gruppo di Ichigo, affrontando lo Sterntitter "D" Askin Nakk La Varr insieme al fratello Yushiro e a Urahara. È doppiata da Satsuki Yukino e da Shirō Saitō nella sua forma animale e in italiano da Ludovica De Caro e da Francesco Mei nella sua forma animale.
Non si vede mai utilizzare la sua zanpakutō, ma nell'anime, durante il flashback di Soifon, sembra possederne una a forma di kodachi o wakizashi. Al suo posto Yoruichi preferisce ricorrere alle arti marziali e al combattimento a mani nude, in cui eccelle. Per la sua padronanza dello Shunpo e la sua incredibile velocità e agilità, viene soprannominata la "dea del lampo" (瞬神?, shunshin). Ha sviluppato inoltre lo Shunkō, una tecnica avanzata che unisce il combattimento corpo a corpo al kidō e con cui è in grado di affrontare a mani nude anche avversari provvisti di armi. A causa dell'utilizzo di questa tecnica, che distrugge qualsiasi tessuto si trovi sulla schiena, l'uniforme di Yoruichi è aperta sul retro e sulle spalle.

### Terza Divisione
Prima del processo di hollowficazione, il ruolo di capitano della Terza Divisione era ricoperto da Rōjūrō Ōtoribashi. Egli riprende la sua posizione dopo la sconfitta di Aizen.

#### Gin Ichimaru
Gin Ichimaru (市丸 ギン?, Ichimaru Gin) era il capitano della Terza Divisione. Si presenta come un giovane magro, dal viso affusolato e dai corti capelli grigio chiaro; tiene gli occhi perennemente socchiusi (quando li apre è possibile notarne il colore azzurro) e un ampio sorriso, malizioso e inquietante, gli attraversa sempre il volto. Infido, cinico, spietato e imprevedibile, è stato per molto tempo il luogotenente di Aizen, che l'aveva notato ai tempi in cui era uno studente poiché è stato l'unico nella storia a terminare l'Accademia degli Shinigami in un solo anno.

Gin Ichimaru sulla copertina del numero 20 del manga

Dopo che Ichigo e gli altri superano il guardiano di uno dei cancelli della Soul Society per salvare Rukia, Gin li affronta e li ricaccia indietro senza ucciderli: sospettato per questo di aver favoreggiato gli intrusi viene convocato da Yamamoto al cospetto degli altri capitani ma non fornisce alcuna spiegazione riguardo al suo comportamento. Hitsugaya e Hinamori sospettano che sia il responsabile dell'assassinio di Aizen, a causa anche di alcuni discorsi tutt'altro che amichevoli tra i due uditi dal capitano della Decima Divisione, e pertanto quest'ultimo lo affronta senza tuttavia ucciderlo. Quando, successivamente, il complotto di Aizen viene rivelato, Gin, insieme a Kaname Tōsen, si scopre suo fedele alleato e fugge nell'Hueco Mundo. Durante la saga della falsa Karakura assiste agli scontri senza intervenire fino a quando viene attaccato da Ichigo; poco dopo, nella vera Karakura, incontra Matsumoto, che lo aveva inseguito per fermarlo, e apparentemente la uccide, ma in seguito viene rivelato che l'aveva solo tramortita: si scopre infatti che Gin è diventato uno Shinigami solo per vendicare i maltrattamenti che lei aveva subito ancora bambina da una squadra capitanata da Aizen, che le aveva rubato parte della sua energia per usarla come ingrediente per l'Hōgyoku, e che quindi era stato al fianco di quest'ultimo solo per scoprirne i punti deboli e poterlo uccidere. Alla fine attacca Aizen trafiggendolo con la sua zanpakutō e iniettando nel suo cuore un potente veleno, ma l'ex capitano, ripresosi grazie all'Hogyoku, gli squarcia il petto con un fendente facendolo morire tra le braccia di Rangiku (che viene fatto intendere abbia sempre amato); rammaricandosi di non essere riuscito a vendicarla ma felice di averle almeno chiesto scusa, esala il suo ultimo respiro dopo l'arrivo di Ichigo e, osservando il suo sguardo, muore consapevole di poter lasciare tutto nelle sue mani. Nel secondo e nel penultimo sondaggio fra i personaggi preferiti della serie Gin risulta essere al quinto posto, confermando la sua grande popolarità. È doppiato da Kōji Yusa (ed. giapponese) e Stefano Pozzi (ed. italiana).
La sua zanpakutō, Shinsō (神鎗? "Fiocina divina"), si presenta come una wakizashi dall'elsa azzurra con lo tsuba composto da due sottili volute che girano attorno alla lama e che assumono una forma ovale aperta simile ad una "S". Lo shikai si attiva al comando "colpisci a morte" (射殺せ?, ikorose) e tramite esso la lama, illuminatasi di bianco, è in grado di estendersi ad alta velocità per colpire anche a grande distanza e anche più nemici contemporaneamente con un singolo colpo. In questa forma Shinso è in grado di raggiungere una lunghezza massima equivalente a cento volte la sua lunghezza iniziale ed è per questo soprannominata Hyapponzashi (百本差し? "Cento wakizashi"); oltre alla grande velocità dimostrata dalla lama durante la sua estensione, altro aspetto significativo è la grande forza che viene impressa al momento dell'espansione. Il bankai di Shinsō prende il nome di Kamishini no Yari (神殺鎗? "Lancia del Deicida"): la zanpakutō non cambia il suo aspetto ma la lama è in grado di raggiungere una lunghezza equivalente a tredici chilometri a cinquecento volte la velocità del suono e può anche ritornare alle sue dimensioni normali con la stessa velocità, pertanto l'enorme potenza di taglio che la lama aveva già dimostrato durante lo shikai viene ulteriormente incrementata. La vera abilità di Kamishini no Yari e il suo aspetto più letale, tuttavia, sono costituiti dalla capacità di trasformarsi in polvere per pochi istanti quando si espande e si contrae: all'interno della lama viene secreto un veleno mortale che a contatto con materiali organici è in grado di dissolverli a livello cellulare, pertanto Gin è in grado di uccidere un avversario in qualsiasi momento puntando la mano sul bersaglio e pronunciando il comando "uccidi" (殺せ?, korose).

#### Izuru Kira
Izuru Kira (吉良 イヅル?, Kira Izuru) è il luogotenente della Terza Divisione. È molto amico di Renji e Hinamori, conosciuti ai tempi dell'Accademia degli Shinigami e i tre trascorrono spesso del tempo insieme. Sebbene leale nei confronti dei suoi amici, Kira pone i suoi doveri da luogotenente al primo posto. Difende il suo capitano Gin Ichimaru da Hinamori e in seguito si dirà un mostro per aver alzato la spada contro di lei. Dopo il tradimento di Gin, si rammarica di averlo aiutato a disertare la Soul Society e sviluppa un'attitudine più cupa e pessimistica. Durante gli sconti alla falsa Karakura Town, Kira affronta e sconfigge l'Arrancar Avirama Redder, membro della Fracciòn di Baraggan; poi cercherà di dare man forte ai suoi alleati contro la chimera Allon, venendo però stordito dopo un breve scontro col mostro. Durante l'invasione della Soul Society da parte del Vandenreich, Kira viene ferito mortalmente dallo Stern Ritter "H" Bazz-B, apparentemente morendo. Successivamente ricompare per combattere lo Sternritter "X", definendosi un "morto vivente", affermando inoltre di non sapere in che modo ciò fosse possibile. È doppiato da Takahiro Sakurai e in italiano da Fabrizio Valezano.
La sua zanpakutō si chiama Wabisuke (侘助? "Uomo miserabile" o "Colui che chiede perdono"). Lo shikai viene attivato al comando "mostra il tuo volto" (面を上げろ?, omote o agero), la spada assume così la forma di una lama quadrata a uncino.
La sua abilità consiste nel raddoppiare, ad ogni colpo inferto, il peso di qualunque cosa colpisca: in tal modo, anche dopo pochi colpi, l'arma dell'avversario cade a terra per il peso, lasciando il nemico chinato a terra con la testa in alto, esattamente come qualcuno che chiede perdono. Wabisuke è una zanpakutō di tipo kidō.

#### Shūsuke Amagai
Shūsuke Amagai (天貝 繍助?, Shousuke Amagai) è introdotto come capitano della Terza Divisione durante la nona stagione dell'anime, senza comparire nel manga. Shousuke ha l'aspetto di un giovane trasandato, dal carattere tranquillo e modesto. Avendo passato gran parte della sua vita da Shinigami lontano dalla Soul Society, i suoi sottoposti inizialmente lo trattano con diffidenza, per questo Amagai passa il primo periodo a farsi ben volere cercando di promuovere un lavoro di squadra all'interno del Gotei 13. Quando Ichigo vuole fermare il matrimonio di Rurichiyo Kasumiōji, Amagai riceve l'ordine di fermare il ragazzo, così i due si affrontano, ma prima che il combattimento termini, verranno fermati dal fidanzato di Lurichiyo, Shū Kannogi, che piangendo tenta di spiegare ad Amagai che Lurichiyo in realtà è stata rapita. Amagai poi ucciderà il capo dei Kasumiōji, Kumoi, rivelando il suo vero intento: vendicare suo padre, Kisaragi Shin'etsu, ucciso dal Comandante Generale Yamamoto. Amagai utilizza a questo punto le Bakkōtō (獏爻刀?) e fa in modo che nessuna zanpakutō possa attaccarlo, in quel momento arriva Ichigo Kurosaki e comincia un combattimento fra i due. Appreso però che Yamamoto ha ucciso suo padre perché ormai posseduto dalle Bakkōtō, Amagai rinuncia al suo desiderio di vendetta e preferisce suicidarsi. È doppiato da Ken'yū Horiuchi.
La zanpakutō di Amagai si chiama Raika (雷火? "Lampo fulmineo"). Lo shikai si attiva al comando "recidi" (たちきれ?, tachikire); in questo stato essa assume la forma di una corta spada bianca dalla lama ad uncino e dall'elsa concava che ricorda il guardamano d'una sciabola e dà al Capitano il dominio sul fuoco, permettendogli di colpire il nemico anche a distanza. Il suo bankai si chiama Raika Gōen Kaku (雷火・豪炎殻? "Guscio di fiamme del lampo fulmineo"). In questo stadio di rilascio, la spada diventa molto più grande, la parte anteriore della lama si fa seghettata e si tinge di cremisi; l'aspetto più evidente è la presenza di un enorme scudo a forma di conchiglia posizionato vicino all'elsa. In questa forma il dominio di Shusuke sul fuoco aumenta considerevolmente, permettendogli di ricorrere a una vasta gamma di attacchi.

#### Makoto Kibune
Makoto Kibune (贵船理?, Kibune Makoto) è scelto come terzo seggio della Terza Divisione da Shūsuke Amagai durante la nona stagione dell'anime. Ha capelli marroni e occhiali. Sebbene appaia amichevole nei confronti dei suoi subordinati, non ha pietà per gli Shinigami deboli e per coloro che falliscono nei loro incarichi, che considera spazzatura. All'Accademia degli Shinigami aveva i voti più alti di tutti ma la sua incapacità di lavorare in gruppo gli precluse l'assegnazione di incarichi di rilievo. Si iscrive così alla pattuglia di Amgai e viene ingaggiato dal consigliere della famiglia Kasumiōji, Gyōkaku Kumoi, dove viene a conoscenza delle Bakkōtō, impossessandosene di una. Dopo aver seminato il panico nella Soul Society perde il controllo della Bakkōtō e viene divorato da essa prima di essere finito da Kira. La sua zanpakutō si chiama Reppū (烈风? "Vento burrascoso"). Il suo shikai viene rilasciato al comando "imperversa" (荒れ狂え?, are kurue) e assume la forma di una grande spada a due lame, che Kibune può lanciare e usare come una sega circolare. Quando si unisce con la sua Bakkōtō, può guidare i movimenti della sua zanpakutō a distanza, comandandola telecineticamente. È doppiato da Hikaru Midorikawa (ed. giapponese) e da Jacopo Calatroni (ed. italiana).

### Quarta Divisione

#### Retsu Unohana
Retsu Unohana (卯ノ花 烈?, Unohana Retsu) è il capitano della Quarta Divisione. Appartenente alla prima generazione del Gotei 13, considerata la più potente di sempre nonché un pericoloso manipolo di assassini, è stata il primo "Kenpachi", titolo assegnato al capitano dell'Undicesima Divisione (considerato il più forte dopo il comandante); precedentemente era considerata la criminale più terribile che fosse mai esistita nella Soul Society ed era tristemente famigerata per la sua natura sanguinaria: in questo periodo si diede il soprannome "Yachiru" (八千流? "ottomila stili") in virtù del fatto che fosse esperta in tutte le tecniche di combattimento. In un periodo imprecisato venne istruita nelle arti mediche dal membro della Guardia reale Tenjiro Kirinji. Unohana stessa afferma di aver imparato le arti curative per se stessa, in modo da poter continuare a combattere il più possibile e assaporare la battaglia a lungo. Alla costante ricerca di avversari alla sua altezza, Unohana si scontrò con un giovanissimo Kenpachi Zaraki riconoscendo in lui un talento nell'uccidere persino superiore al suo dopo che questi le procurò una cicatrice sotto al collo, l'unica che abbia mai subito; per motivi sconosciuti, tuttavia, dopo essere entrata nel Gotei 13 divenne una persona pacifica e tranquilla che si esprime in modo gentile ed educato con tutti, ma nonostante questo è universalmente rispettata e riesce a intimidire chiunque semplicemente con lo sguardo. La sua caratteristica fisica più peculiare sono i lunghi capelli neri che tiene raccolti in una treccia portata sul petto volta a coprire la cicatrice infertale da Zaraki.
Nella saga della Soul Society si occupa di esaminare il falso cadavere di Aizen e, seppur intuendo qualche stranezza, giunge a dichiarare la morte del capitano; durante la battaglia di Karakura è uno dei capitani inviati nell'Hueco Mundo per assistere Ichigo e compagni e in seguito riaccompagna nel mondo reale il ragazzo attraverso il Garganta. Dopo la prima invasione del Vandenreich il nuovo comandante generale Kyoraku la incarica di addestrare Zaraki: dopo averlo portato nell'ultimo livello della prigione del Seireitei intraprenderà con lui uno scontro mortale, nel quale lo porta ripetutamente a un passo dalla morte per poi guarirlo in modo che liberi il potere che represse dopo il loro primo scontro. Zaraki dà conferma della sua morte parlando con Isane durante la seconda invasione dei Quincy. È doppiata da Aya Hisakawa e in italiano da Ilaria Silvestri.
La sua zanpakutō si chiama Minazuki (肉雫唼? "Succhia-gocce di Carne") e invece di portarla alla vita utilizza un laccio per portarla in spalla oppure lascia che sia Isane a trasportarla. Nella forma sigillata ha l'aspetto di una nodachi mentre quando utilizza lo shikai assume la forma di una gigantesca manta volante in grado di trasportare numerose persone sul proprio dorso e all'interno del proprio stomaco, i cui succhi gastrici hanno proprietà sananti. Il bankai è anch'esso chiamato Minazuki (皆尽? "La Fine di Tutte le Cose") e, anche se il suo utilizzo non è stato chiarito precisamente, pare che grazie ad esso la lama venga ricoperta da un denso liquido scuro simile a sangue che trasuda dalla spada stessa e che scioglie tutto ciò che colpisce.

#### Isane Kotetsu
Isane Kotetsu (虎徹 勇音?, Kotetsu Isane) è il luogotenente di Retsu Unohana e la sorella maggiore di Kiyone Kotetsu, ufficiale di terzo seggio della Tredicesima Divisione. È una donna piuttosto alta e formosa, dai capelli azzurro-grigio legati in trecce tenute sui lati e dietro la nuca, silenziosa e dal profondo senso del dovere.
Insieme a Chōjirō Sasakibe e Marechiyo Ōmaeda attacca l'infiltrato Ichigo, venendo sconfitta dall'avversario a mani nude in pochi istanti. Durante la saga della città di Karakura viene inviata con il suo capitano nell'Hueco Mundo e, insieme ad Hanatarō Yamada, collabora nella cura di Chad, Rukia e Gantenbainne Mosqueda per poi assistere Byakuya e Kenpachi nella lotta contro Yammy Rialgo. Durante la Guerra dei Mille Anni si occupa di curare i soldati che rimangono feriti, rattristandosi per la morte del suo capitano. Alla fine del manga la si vede come nuovo Capitano della Quarta Divisione, con sua sorella come luogotenente.
Isane è abile nelle arti mediche e nell'uso del kidō: ne fa uso per individuare la posizione dei suoi nemici, ma anche per comunicare con un elevato numero di persone, anche a grande distanza da lei. La sua zanpakutō si chiama Itegumo (凍雲? "nuvola ghiacciata") e rilascia lo shikai al comando "corri" (奔れ?, hashire): dopo la trasformazione dalla lama centrale si dipartono altre due lame più corte. Siccome è diventata Capitano, è da presumere che disponga anche di un bankai. È doppiata da Yukana Nogami e Renata Bertolas in italiano.

#### Hanatarō Yamada
Hanatarō Yamada (山田 花太郎?, Yamada Hanatarō) è il settimo seggio della Quarta Divisione. È estremamente timido e impacciato, e per via del suo carattere è spesso vittima di scherzi da parte di altri Shinigami. Sebbene sembri così fragile e debole, Hanatarō è molto abile come guaritore e nel momento del bisogno è capace di atti di vero coraggio, come quando mette a rischio la sua posizione da Shinigami per aiutare Ichigo a liberare Rukia prima dell'esecuzione. A causa dell'amicizia instaurata con Ichigo, Rukia e Renji, Hanatarō è scelto a far parte della squadra inviata a Hueco Mundo come rinforzo a Ichigo e compagni. Dopo aver curato Chad e Rukia, assiste e viene coinvolto nello scontro tra Byakuya Kuchiki e Zommari Leroux, uscendone ferito. Sarà poi curato da Unohana. È doppiato da Kōki Miyata (ed. giapponese) e Andrea Rotolo (ed. italiana).
La zanpakutō di Yamada si chiama Hisagomaru (瓠丸? "zucca"), come rivelato nel libro illustrato di Bleach, e invece che causare danno ha l'abilità di guarire le ferite. Quando viene rilasciato lo shikai, con il comando "riempiti" (満たせ?, mitase), la spada si trasforma in Akeiro Hisagomaru (朱色瓠丸? "zucca scarlatta"), assumendo la forma di un bisturi. Con questa nuova arma Hanatarō può concentrare ogni ferita che ha assorbito in battaglia per creare un potente attacco, forte abbastanza da ferire quasi mortalmente un Menos di classe Gillian.

### Quinta Divisione
Prima del processo di hollowficazione, il ruolo di capitano della Quinta Divisione era ricoperto da Shinji Hirako. Egli riprende la sua posizione dopo la sconfitta di Aizen.

#### Sōsuke Aizen
Sōsuke Aizen (藍染 惣右介?, Aizen Sōsuke) è il capitano della Quinta Divisione e l'antagonista principale per la maggior parte della serie. Aizen è la mente dietro a un complotto avviato prima dell'inizio della storia e portato avanti durante gli eventi della Soul Society per ottenere l'oggetto dei suoi desideri, l'Hōgyoku (崩玉?), e distruggere così il Re Spirito. Grazie all'Hōgyoku e ai due capitani a lui fedeli, Gin Ichimaru e Kaname Tōsen, recluta un esercito di Arrancar con cui minaccia la Soul Society. Aizen è infine sconfitto da Ichigo, prima di essere catturato da Kisuke Urahara e confinato a ventimila anni di reclusione. È doppiato da Shō Hayami e in italiano da Davide Fumagalli.

#### Momo Hinamori
Momo Hinamori (雛森 桃?, Hinamori Momo) è la luogotenente della Quinta Divisione. È una giovane Shinigami dolce e ingenua. Porta i capelli raccolti in una cuffietta azzurra, sebbene si lasci cadere un paio di ciuffi ai lati del viso. Hinamori è un'amica d'infanzia di Tōshirō Hitsugaya e durante la sua permanenza all'Accademia degli Shinigami conobbe Kira e Renji, con i quali instaurerà un forte legame. Annebbiata dalla prostrazione nei confronti del suo capitano, la ragazza non si rende conto di essere manipolata da Aizen nel compiere il suo piano durante la saga della Soul Society e, anche in seguito, si rifiuterà a lungo di credere nel tradimento del suo amato capitano Aizen. Durante la saga della falsa Karakura Town, Hinamori lotta con il resto del Gotei 13 contro Aizen e i suoi sottoposti e si dice assolutamente conscia del fatto che ora Aizen è il nemico della Soul Society, nonostante continui ancora a chiamarlo "capitano". A causa di un'illusione di Aizen, viene gravemente ferita da Hitsugaya, ma si riprende. L'arco narrativo finale mostra una Hinamori totalmente ripresasi e in buoni rapporti con il suo nuovo capitano Shinji Hirako. È doppiata da Kumi Sakuma e in italiano da Giorgia Carnevale.
La sua zanpakutō si chiama Tobiume (飛梅? "pruno volante") e rilascia lo shikai al comando "schiocca" (弾け?, hajike). Una volta rilasciato, la lama si raddrizza, e da essa dipartono dei piccoli prolungamenti simili a lame jitte. La sua abilità sta nell'accumulare il reiatsu di Hinamori per poi rilasciarla sotto forma di raggio energetico: nel combattimento contro le Fracción di Tia Harribel ha dimostrato anche di poter scagliare palle di fuoco di media grandezza, in quanto Tobiume è una zanpakutō elementale di tipo fuoco.

### Sesta Divisione

#### Byakuya Kuchiki
Byakuya Kuchiki (朽木 白哉?, Kuchiki Byakuya) è il capitano della Sesto Divisione e il ventottesimo capo del clan Kuchiki, una delle quattro più potenti famiglie dell'alta nobiltà della Soul Society. Si comporta sempre in maniera aristocratica e composta, tuttavia, nonostante il suo atteggiamento glaciale, Byakuya cerca di proteggere sempre coloro che gli stanno a cuore. Inizialmente è uno dei più fieri oppositori di Ichigo, contro il quale combatte un aspro duello, salvo poi diventare uno dei suoi alleati più presenti. È doppiato da Ryōtarō Okiayu in giapponese e da Patrizio Prata nell'edizione italiana di Memories of Nobody e nell'edizione italiana della serie TV da Alessandro Fattori.

#### Renji Abarai
Renji Abarai (阿散井 恋次?, Abarai Renji) è il luogotenente della Sesta Divisione. Viene introdotto come antagonista all'inizio della storia e incaricato di ritrovare Rukia nel mondo degli umani e riportarla alla Soul Society. Inizialmente si dedica anima e corpo per sconfiggere Ichigo, prima di unire con lui le forze per salvare Rukia durante la saga della Soul Society. Da allora è diventato un protagonista e uno degli alleati più presenti di Ichigo. È doppiato in giapponese da Kentarō Itō e in italiano da Davide Fazio.

#### Kōga Kuchiki
Kōga Kuchiki (朽木 響河?, Kuchiki Kōga) è uno Shinigami assente nel manga e introdotto nella tredicesima stagione dell'anime come ex terzo seggio della Sesta Divisione sotto Ginrei Kuchiki. Adottato dalla famiglia Kuchiki per le sue abilità con la spada, Kōga combatté insieme a suo padre la guerra contro i ribelli della Soul Society, ma alcuni capitani oppositori, impauriti, lo fecero incastrare come omicida traditore. Nonostante le rassicurazioni di Ginrei, che si impegna a scagionarlo dalle accuse, Kōga venne liberato dalla sua zanpakutō Muramasa con la speranza di costruire insieme un mondo migliore. Lo Shinigami tuttavia si vendicò immediatamente dei capitani che lo avevano fatto incastrare, uccidendoli, e perse la ragione decidendo di conquistare la Soul Society. Abbandonato da Muramasa, che non riusciva più a sentire la voce del suo padrone, Kōga venne affrontato e imprigionato da Ginrei e Yamamoto. Liberato da Muramasa durante la saga della storia alternativa delle zanpakutō, pugnala la sua spada per non averlo sentito quando stava per essere sigillato e ingaggia un combattimento con Byakuya, dal quale viene infine ucciso. È doppiato da Isshin Chiba.
La zanpakutō di Kōga si chiama Muramasa (一 村正?) e rilascia lo shikai al comando "sussurra" (囁け?, sasayake). Muramasa genera un'ondata di energia viola, che colpisce a 360°, capace di alterare la stabilità energetica tra una zanpakutō e il suo possessore, permettendogli di costringere lo spirito di una zanpakutō a manifestarsi e ad attaccare i propri alleati, o addirittura il proprio padrone, il quale non potrà utilizzare ne shikai ne bankai. Muramasa ha inoltre un'altra abilità, Yūkōjōchū (有钩条虫? "aggancio parassitario"), abilità con cui la zanpakutō può manifestare la sua forma umana nel mondo reale.

### Settima Divisione

#### Sajin Komamura
Sajin Komamura (左陣 村?, Komamura Sajin) è il capitano della Settima Divisione. Membro di un clan che fu bandito dalla Soul Society e i cui esponenti furono trasformati in canidi antropomorfi come punizione per i loro crimini, Komamura venne reintegrato nel Gotei 13 da Yamamoto e per questo nutrirà sempre una profonda riconoscenza per il comandante. Ha l'aspetto di una volpe e una corporatura estremamente massiccia e imponente ma, vergognandosi delle sue fattezze, nasconde il suo corpo dietro un'armatura; durante lo scontro con Zaraki nella saga della Soul Society, tuttavia, l'elmo viene distrutto e da allora Komamura comincerà a mostrare il suo volto in pubblico.
Molto amico di Kaname Tōsen fin dai tempi dell'Accademia, rimane scioccato quando scopre il suo tradimento conoscendo bene l'amore per la giustizia del capitano della Nona Divisione. Komamura si prefigge quindi di riportare l'amico sulla retta via, ma dopo aver assistito al radicale cambiamento di Tōsen si convince a combatterlo nella falsa Karakura: il capitano traditore si rivela estremamente più potente di Komamura ma, al momento di finirlo, viene colpito alla testa e ucciso dal suo ex luogotenente Shuhei Hisagi. Durante l'invasione della Soul Society da parte del Vandenreich, Komamura ingaggia battaglia contro la Stern Ritter "E" Bambietta Basterbine, che gli sottrae il bankai; in seguito si reca da suo nonno, un gigantesco lupo, per farsi insegnare la Tecnica di Trasformazione Umana: una volta utilizzata contro Bambietta assume un aspetto decisamente più umano anche se con alcuni tratti animaleschi e sfoggia un nuovo bankai. Dopo aver sconfitto la sua avversaria l'effetto della trasformazione svanisce e Komamura, stravolto, torna alla sua forma di volpe mentre Iba lo conduce al sicuro. È doppiato da Tetsu Inada (ed. giapponese) e da Patrizio Prata (ed. italiana).
La sua zanpakutō si chiama Tenken (天譴? "Punizione divina"). Lo shikai viene attivato al comando "ruggisci" (轟け?, todoroke) e in questo stadio si materializzano varie parti di un corpo gigantesco che simulano i movimenti del capitano. Il bankai si chiama Kokujō Tengen Myōō (黒縄天譴明王? "Corde nere della punizione divina del re illuminato") e con esso Komamura può invocare il gigante (che si presenta come un samurai dotato di armatura) nella sua interezza, che come il precedente rilascio replica ogni suo movimento. Ogni danno che il colosso subisce si trasferisce anche a Komamura, ma grazie a questo strettissimo legame questo bankai è l'unico in grado di rigenerarsi senza subire danni irreversibili. Il bankai che il capitano sfoggia una volta ottenuta la sua forma umana si chiama Kokujo Tengen Myōō: Dangai Jōe (黒縄天譴明王: 断鎧縄衣?) e l'aspetto del gigante cambia radicalmente: la corazza che indossava sparisce rivelando colossali corde nere avvolte intorno al torso, un volto scheletrico, baffi neri, occhi fiammeggianti e corna annodate ad altezza dello sterno; la parte inferiore del corpo è coperta da un hakama nero. Questo bankai risulta virtualmente invulnerabile a danni fisici in quanto, a detta di Komamura stesso, è costituito da pura reiatsu.

#### Tetsuzaemon Iba
Tetsuzaemon Iba (鉄左衛門 射場?, Iba Tetsuzaemon) era il luogotenente della settima divisione. Iba ha i capelli corti e piccoli baffi, indossa occhiali scuri e spesso fuma. Indossa l'uniforme standard degli Shinigami, ma sulla schiena ha un tatuaggio formato da un gatto sul fuoco e il kanji shōfuku (招福? lett. "invito alla fortuna"). All'inizio faceva parte dell'Undicesima Divisione, ma, per diventare luogotenente e salvare sua madre, decise di trasferirsi in una Brigata con meno concorrenza. L'Undicesima Divisione si sentì tradita dal suo comportamento e da allora i suoi membri lo guardano dall'alto in basso. È molto amico di Ikkaku Madarame e i due hanno l'abitudine di scontrarsi, fare una pausa per bere sakè, e poi riprendere il combattimento. Al termine del manga ricopre la carica di Capitano della Settima Divisione.
Il nome e le abilità della sua zanpakutō sono sconosciute. Quando è sigillata, la spada ricorda una tantō, e normalmente Iba la porta con sé all'interno della sua uniforme nascondendola. Quando usa lo shikai la zanpakutō si trasforma in una larga scimitarra. Come Capitano è dotato anche di un bankai sconosciuto. È doppiato da Rintarō Nishi  da Massimiliano Lotti nell'edizione italiana di Memories of Nobody e da Luca Semeraro nell'anime.

#### Jirōbō Ikkanzaka
Jirōbō Ikkanzaka (一贯坂慈 楼坊?, Ikkanzaka Jirōbō) è l'ex quarto seggio della Settima Divisione e il fratello più giovane del guardiano del cancello del Seireitei Jidanbō Ikkanzaka. Jirōbō è un uomo grosso e corpulento, con labbra carnose e occhi piccoli. Al collo porta una collana a grossi grani. È una persona molto presuntuosa e vigliacca. Jirōbō affronta Uryū Ishida e Orihime Inoue sui tetti del Seireitei. Cerca di attaccare Orihime, ma viene sconfitto da Ishida, che scocca due frecce attraverso i punti da cui Jirobo fa scorrere il suo potere spirituale attraverso il corpo, privandolo delle sue capacità da Shinigami. La sua zanpakutō si chiama Tsunzakigarasu (劈乌? "corvo fenditore"). Nella forma sigillata ha l'aspetto di una grossa katana, con l'impugnatura arancione e la guardia a forma di otto, mentre, nella forma rilasciata, la lama diventa un aggregato di shuriken metallici. Il suo shikai si attiva al comando "batti le ali" (羽搏きなさい?, habatakinasai), con il quale Jirōbō può controllare telepaticamente i numerosi shuriken che compongono la lama della spada. Se le lame di Tsunzakigarasu vengono distrutte, Jirōbō le può ricostruire rinfoderando e sguainando nuovamente la spada. Proprio per via della sua zanpakutō, Jirōbō era conosciuto come "Kamaitachi" (镰鼬?), titolo che viene assegnato al migliore utilizzatore di armi da lancio. È doppiato da Kazuhiro Nakata e Ivo De Palma (ed.italiana).

### Ottava Divisione
Prima del processo di hollowficazione, il ruolo di luogotenente dell'Ottava Divisione era ricoperto da Lisa Yadōmaru. Dopo la sconfitta di Yhwach Lisa ritorna come Capitano della Divisione.

#### Shunsui Kyōraku
Shunsui Sōzōsuke Jirō Kyōraku (京楽 次郎 総蔵佐 春水?, Kyōraku no Jirō Sōzōsuke Shunsui) è inizialmente il capitano dell'Ottava Divisione per poi essere promosso a Comandante generale. Sopra l'uniforme da capitano indossa un cappello di paglia e uno sgargiante haori rosa adornato con motivi floreali, mentre fisicamente è molto alto e massiccio e porta sia la barba che i capelli lunghi raccolti in una coda. Dall'indole pacifica se non proprio pigra, tende ad avere un linguaggio molto familiare con tutti: spesso infatti si rivolge agli altri chiamandoli con il loro nome seguito da un'onorificenza e addirittura si rivolgeva a Yamamoto chiamandolo "Yama-ji" (山じい? "vecchio Yama"). Nel tempo libero lo si può trovare a bere, a schiacciare un sonnellino o a caccia di donne, hobby che coltiva sin dalla gioventù; è molto amico del capitano della Tredicesima Divisione Jūshirō Ukitake, insieme al quale si è diplomato all'Accademia degli Shinigami sotto gli insegnamenti dello stesso Yamamoto, che lo definisce un profondo pensatore e un combattente eccellente. È il secondo figlio di un membro della grande casata dei Kyōraku, ma nonostante il suo prestigioso lignaggio non gli piaceva studiare e allenarsi e, a causa della sua condotta, fu mandato contro la sua volontà all'Accademia degli Shinigami.
Durante la saga della Soul Society blocca l'avanzata di Chad ma decide di non ucciderlo; in seguito è solidale con Rukia e, insieme a Ukitake, distrugge il Sōkyoku, scatenando l'ira di Yamamoto che li affronterà entrambi. Giunto nella falsa Karakura combatte contro Coyote Stark, il Primera Espada, riuscendo a sconfiggerlo dopo un lungo combattimento. Durante l'invasione della Soul Society da parte del Vandenreich fronteggia lo Stern Ritter "N" Robert Accutrone il quale, dopo un breve scambio di colpi, sfodera il suo Vollständig facendogli perdere l'occhio destro; successivamente alla morte di Yamamoto, viene nominato nuovo comandante generale del Gotei 13. Dopo che Yhwach riesce a raggiungere il Palazzo Reale, Kyoraku ordina a Retsu Unohana di scontrarsi con Kenpachi per insegnargli "l'arte di uccidere" e quindi, dopo aver ottenuto il permesso della Camera dei 46, si reca nel livello più oscuro delle prigioni della Soul Society per parlare con Aizen chiedendogli di aiutarlo. In seguito partecipa all'attacco del palazzo ingaggiando uno scontro con lo Sternritter "X" Lille Barro, che riesce infine a sconfiggere dopo aver sfoderato il suo bankai. Dieci anni dopo la sconfitta dei Quincy Kyoraku ricopre ancora il rango di Comandante generale e lo si vede per l'ultima volta quando fa visita alla tomba di Ukitake. È doppiato da Akio Ohtsuka e Andrea La Greca.
La sua zanpakutō si chiama Katen Kyōkotsu (花天狂骨? "Fiore del Paradiso, Osso Pazzo", che insieme diventa "Follia delle Ossa e dei Fiori Celesti") e nella sua forma sigillata ricorda un daishō, cioè una coppia di spade formata da una katana e una wakizashi; essa costituisce una delle pochissime spade a mostrarsi come coppia anche senza rilasci. Anche gli spiriti delle spade sono due esseri distinti: quello della katana si presenta come una formosa geisha con una benda sull'occhio destro che spesso si dimostra gelosa nei confronti di Kyoraku, quello della wakizashi appare invece come una ragazzina taciturna il cui corpo, tranne l'occhio destro, è celato da una specie di uniforme nera. Lo shikai viene attivato recitando la formula "Il vento dei fiori è inquieto e il dio dei fiori tuona; il vento celeste è inquieto e il dio della morte ride" (花風紊れて花神啼き天風紊れて天魔嗤う?, Hana kaze midarete, kashin naki; tenpū midarete, tenma warau) e le due spade assumono la forma di due grandi scimitarre; il potere di questo rilascio è quello di rendere reali e pericolosi alcuni giochi per bambini: esso infatti impone delle regole e chiunque entri nella sua area di influenza spirituale è costretto a "giocare" secondo queste. Il bankai prende il nome di Katen Kyōkotsu: Kuromatsu Shinjū (花天狂骨黒松心中? "Follia delle Ossa e dei Fiori Celesti: Suicidio degli Amanti sotto il Pino Nero") e a detta di Ukitake è meglio che non venga usato in un luogo dove lo possono vedere tutti: il suo potere, infatti, è talmente grande che gli esseri in grado di avvertirne la reiatsu sentono una grande disperazione e angoscia. Il suo potere è strutturato su quattro livelli, detti Dan, nei quali l'avversario rispettivamente condivide le ferite che ha inflitto a Kyōraku in battaglia, se ferito in tale modo viene inoltre colpito anche da una letale ed avanzata malattia, sprofonda in un abisso con il capitano sino all'esaurimento della loro Reiatsu ed infine subisce una definitiva esecuzione.

#### Nanao Ise
Nanao Ise (伊勢 七緒?, Ise Nanao) è la luogotenente dell'Ottava Divisione sotto suo zio Shunsui Kyōraku. Nanao è una persona molto seria e pragmatica, porta gli occhiali e non accetta i comportamenti a volte insensati del suo capitano. Nanao discende da una famiglia composta principalmente da donne e con la reputazione che i maschi che si sposano con donne Ise, come il fratello di Kyōraku, muoiono in breve tempo a causa di una maledizione di famiglia. È cresciuta presso dei lontani parenti, dopo che la madre è stata condannata per aver gettato la spada di famiglia Shinken Hakkyōken in seguito alla morte del marito. A causa della sua bravura nell'uso del kidō, Nanao venne accettata nell'Ottava Divisione, dove si rese conto che il cimelio di famiglia era custodito da Kyōraku. Quando Kyōraku diviene nuovo comandante generale, Nanao diventa luogotenente della Prima Divisione insieme a Genshirō Okikiba. È doppiata da Hitomi Nabatame e in italiano da Stefania Rusconi.
Il nome della zanpakutō di Nanao è Shinken Hakkyōken (神剣八鏡剣?), un cimelio di famiglia usato nei riti del clan Ise. A differenza degli altri Shinigami, i membri del clan Ise non posseggono zanpakutō e solo il capofamiglia può ereditare Shinken Hakkyōken. Per gran parte della storia la spada è stata tenuta in segreto da Kyōraku all'interno di Kyōkotsu, in onore di una promessa fatta alla cognata di nascondere l'apparente causa della maledizione da Nanao, nella speranza che finisca con la sua generazione. Tuttavia, durante lo scontro con Lille Barro, vedendo il suo capitano in difficoltà, Nanao convince Kyōraku a darle Shinken Hakkyōken. Nella sua forma di shikai, Shinken Hakkyōken ha l'aspetto di una spada senza filo squadrata e ornata, con l'abilità di ferire le divinità.

### Nona Divisione
Prima del processo di hollowficazione, i ruoli di capitano e luogotenente erano ricoperti da Kensei Muguruma e Mashiro Kuna; dopo la sconfitta di Aizen, il primo torna a ricoprire la sua carica.

#### Kaname Tōsen
Kaname Tōsen (東仙 要?, Tōsen Kaname) era il capitano della Nona Divisione. Cieco dalla nascita, nasconde tale condizione con degli occhiali a visiera; gli altri suoi sensi sono tuttavia acutissimi e gli consentono di percepire tranquillamente la presenza di chiunque. Di carnagione scura, porta i lunghi capelli castano scuro (viola scuro nell'anime) raccolti in delle treccine, a loro volta annodate in una coda talvolta, e sopra l'uniforme indossa sempre una sciarpa arancione annodata attorno al collo. Inflessibile, introverso ed estremamente fedele alle proprie convinzioni personali, è disposto a tutto pur di difendere le sue idee; la sua filosofia di vita, maturata a seguito dell'uccisione di una sua cara amica da parte del marito per futili motivi, è improntata a seguire sempre la via con meno spargimenti di sangue: secondo lui, infatti, chi non teme la spada che brandisce non ha diritto a brandirne una, frase ripetuta anche dal suo luogotenente.
Fin da prima di entrare all'Accademia degli Shinigami è stato amico del futuro capitano della Settima Divisione Sajin Komamura, verso il quale non prova alcun timore o pregiudizio nonostante il suo aspetto; cento anni prima degli eventi attuali era già in combutta con Aizen e lo aiutò nei suoi esperimenti di hollowficazione, ritenendo che gli ideali del capitano della Quinta Divisione fossero l'unico modo per giungere un giorno alla pace. Quando Kenpachi si frappone tra lui e Ichigo, durante la saga della Soul Society, Tōsen attacca il capitano dell'Undicesima Divisione ma ne esce sconfitto; proprio quando questi sta per dargli il colpo di grazia, viene salvato da Komamura. Il suo tradimento lascerà quest'ultimo profondamente turbato e amareggiato. Durante la saga della falsa Karakura affronta proprio l'ex amico e gli rivela che il motivo per cui ha tradito gli Shinigami è che il suo senso di giustizia gli imponeva la ricerca della vendetta nei confronti dell'assassino della sua amica; grazie ai poteri ottenuti dall'Hōgyoku si trasforma in Hollow ma, preso dall'estasi di poter vedere per la prima volta in vita sua, viene ferito a morte dal suo ex luogotenente Hisagi. Dopo essere ritornato alla sua forma umana e aver chiesto perdono per le sue azioni, viene distrutto da un kidō di Aizen davanti agli occhi dei suoi due ex compagni. È doppiato da Toshiyuki Morikawa e in italiano da Francesco Maggioni.
La sua zanpakutō si chiama Suzumushi (清虫? "Insetto Puro", ma si legge come "Grillo") ed è di tipo kidō. L'abilità dello shikai, rilasciato al comando "piangi" (鳴け?, nake), risiede nell'emanare un'onda ultrasonica che fa perdere i sensi all'avversario; nella sua seconda forma, Benihikō (清虫式紅飛蝗? "Grillo Scarlatto"), l'arma produce una miriade di lame affilate che dilaniano l'avversario. Il bankai, Enma Kōrogi (閻魔? "Grillo Enma"), crea uno spazio simile ad un enorme tendone nero all'interno del quale le sue vittime perdono l'uso di vista, udito, olfatto e la capacità di percepire la reiatsu. Tōsen si è dimostrato l'unico Shinigami con poteri Hollow a poter usare la Resurrecciòn, che prende il nome di Grillar Grillo (グリジャル・グリージョ?, Gurijaru Gurījo, in spagnolo "Grillo Canterino", connotazione giapponese per "Catene del Grillo Lunatico"): tramite questa si trasforma in un insetto gigante completamente ricoperto di pelo dotato di lunghi artigli, due grandi corna a spirale che spuntano dalla schiena, una lunga coda cespugliosa, due paia d'ali d'insetto nonché due grandi bulbi oculari che gli permettono di vedere; in questa forma può scagliare un doppio Cero dagli occhi e usare un'abilità chiamata Los Nueve Aspectos (ロス・ヌウェベ・アスペクトス?, Rosu Nuwebe Asupekutosu, in spagnolo "I Nove Aspetti", connotazione giapponese per "Uccisione delle Sommità delle Nove Pagode"), tramite la quale disegna dei cerchi in aria con i suoi artigli provocando potenti onde d'urto sonore.

#### Shūhei Hisagi
Shūhei Hisagi (檜佐木 修兵?, Hisagi Shūhei) è il luogotenente della Nona Divisione.
È un giovane dai capelli scuri e dalla fisionomia longilinea il cui occhio destro è solcato da una triplice cicatrice che si è procurato durante lo scontro con un Hollow; responsabile, abile ed estremamente affidabile, ha il numero 69 tatuato sulla guancia sinistra in omaggio a Kensei Muguruma, che lo salvò ancora bambino dalle grinfie di un Hollow e che presenta lo stesso tatuaggio sull'addome (pare che Shuhei sia entrato nella Nona brigata proprio per l'ammirazione e la gratitudine nutrite nei confronti del Vizard); porta inoltre degli accessori simili a bracciali neri (in realtà dei potenti esplosivi) sui bicipiti e al collo e una striscia di colore argenteo sul volto dal naso all'orecchio sinistro. A detta di Tite Kubo Hisagi costituisce un'eccezione tra i personaggi della serie in quanto divenne popolare tra i fan ben prima che la sua storia e la sua personalità venissero esplorate.
Durante la saga della Soul Society combatte contro Yumichika Ayasegawa ma sottovalutandolo verrà sconfitto; partecipa poi alla battaglia per difendere Karakura come guardiano di uno dei quattro pilastri che tengono al sicuro la vera città: in questa occasione sconfigge una delle Fracción di Baraggan Luisenbarn, Findor Carias. Riappare in seguito chiedendo a Komamura di partecipare al combattimento contro Tōsen e qui riesce a finire il suo ex capitano trapassandogli la testa con la sua spada. Durante l'invasione della Soul Society da parte del Vandenreich ingaggia battaglia con lo Stern Ritter "O" Driscoll Berci, dal quale viene quasi ucciso; dopo l'arrivo della Divisione Zero, Muguruma lo fa allenare con Mashiro Kuna in vista del prossimo attacco. Durante la seconda invasione viene sconfitto dallo Stern Ritter "S" Mask de Masculine e poi manipolato dallo Stern Ritter "L" Pepe Waccabadra e costretto a combattere contro Byakuya. Partecipa poi all'invasione del palazzo reale, venendo ferito dallo Stern Ritter "X". È doppiato da Katsuyuki Konishi e da Edoardo Lomazzi in italiano.
La sua zanpakutō si chiama Kazeshini (風死? "vento mortale") ed è una zanpakutō doppia di tipo Potenziamento. Lo shikai viene rilasciato al comando "mieti" (刈れ?, kare): la katana assume la forma di una coppia di falci bipenni le cui lame sono girate in sensi opposti e collegate l'una all'altra da una catena; le lame possono girare su se stesse creando dei veri e propri dischi rotanti dotati di un grande potere di taglio e facilmente controllati con l'aiuto della catena. Hisagi non ha un buon rapporto con la sua zanpakutō: nello scontro con Carias, infatti, dichiara che non gli piace la forma del suo shikai poiché sembra fatto apposta per mietere vite. Successivamente rivela di aver ottenuto il bankai, lamentandosi di non aver avuto modo di mostrarlo contro i Quincy.

### Decima Divisione
Prima di perdere i suoi poteri e sposarsi nel mondo dei vivi con Masaki Kurosaki, il ruolo di capitano della Decima Divisione era ricoperto da Isshin Shiba.

#### Tōshirō Hitsugaya
Tōshirō Hitsugaya (日番谷 冬獅郎?, Hitsugaya Tōshirō) è il capitano della Decima Divisione. Ancora molto giovane, Hitsugaya è assurto al grado di capitano grazie alle sue potenzialità, abilità nel combattimento, intelligenza e senso tattico. È infatti uno dei pochi a sospettare qualcosa delle macchinazioni di Aizen, sebbene non riesca poi a fermare il suo piano. È doppiato in giapponese da Romi Paku e da Stefano Pozzi nell'edizione italiana di Memories of Nobody e The DiamondDust Rebellion mentre nella versione italiana della serie TV è doppiato da Mosè Singh.

#### Rangiku Matsumoto
Rangiku Matsumoto (松本 乱菊?, Matsumoto Rangiku) è la luogotenente della Decima Divisione. Si presenta come una donna molto affascinante, con un seno prosperoso e i capelli ramati. Mostra tutto il suo lato femminile e materno con Orihime e Momo Hinamori, mentre generalmente si dimostra senza ritegno né pudore divertendosi a stuzzicare gli uomini approfittando del suo corpo. Si dimostra comunque una persona affidabile e collaborativa e un valido assistente del suo capitano. Matsumoto proviene dal Rukongai. Quando era una bambina fu salvata da Gin Ichimaru dall'attacco di alcuni sottoposti di Aizen e i due diventarono subito ottimi amici (e viene fatto intendere che entrambi provassero amore l'uno per l'altra). Per questo rimarrà interdetta dall'apparente tradimento di Gin e commossa dal sacrificio dell'amico una volta scoperto che aveva fatto tutto ciò per vendicarsi di Aizen per quello che le era stato fatto. È inoltre lei a consigliare a un giovane Hitsugaya di entrare nel Gotei 13 per imparare a controllare il suo enorme potere.
Durante la saga della Soul Society affronta Izuru Kira, caduto nella trappola orchestrata da Aizen. In seguito fa parte del gruppo di Shinigami inviato sulla terra per difendere Karakura da possibili attacchi da parte degli Arrancar e affronta la Fracciòn Nakeem Greendina e l'Espada Luppi Antenor. Nella falsa Karakura Town, scende in campo al fianco del suo capitano combattendo contro le tre Fracciòn di Harribel, ma viene sconfitta dalla chimera Allon. Arrivata nella reale Karakura Town, cerca Gin per fermarlo, ma viene tramortita da quest'ultimo. Al momento del risveglio vede Gin morire per mano di Aizen, comprendendo che aveva finto di tradire la Soul Society solo per scoprire come uccidere Aizen, in modo da vendicarla. Disperata, piange sul corpo dell'amico prima che quest'ultimo muoia. A seguito della sconfitta di Aizen, Rangiku si rammarica perché Gin non le ha lasciato nessun suo ricordo tangibile che le permetta di commemorarlo, ma poi capisce che Gin l'aveva fatto perché conspaevole che, se le avesse lasciato qualsiasi ricordo materiale, lei non sarebbe mai riuscita a superare la sua morte. Rangiku, quindi, ringrazia mentalmente il defunto Gin, affermando che questa sua capacità di comprenderla era una delle cose che amava di più di lui. Durante la seconda invasione della Soul Society da parte del Vandenreich, Rangiku affronta lo Stern Ritter "H", Bazz-B, ma viene presto sconfitta. Viene in seguito trasformata in zombie da Giselle Gewelle e chiamata a combattere contro Mayuri Kurotsuchi. Insieme al suo capitano verrà poi guarita da Mayuri. Tite Kubo ha identificato Matsumoto come uno dei suoi due personaggi femminili preferiti di Bleach, insieme a Yoruichi Shihōin, affermando che lo diverte "disegnarla e creare storie con lei". È doppiata da Kaya Matsutani e in italiano da Valentina Pollani.
La sua zanpakutō si chiama Haineko (灰猫? "Gatto Cenere") e rilascia lo shikai al comando "ringhia" (唸れ?, unare). Una volta attivatolo, la lama della sua spada si trasforma in una nuvola di cenere, che Matsumoto può controllare a suo piacimento: se il manico della spada viene fatto vibrare come se si intendesse effettuare un fendente, la cenere si conformerà fino a tagliare ciò su cui si posa. Allo stesso tempo, la cenere può fungere da scudo difensivo contro eventuali attacchi nemici.

### Undicesima Divisione

#### Kenpachi Zaraki
Kenpachi Zaraki (更木 剣八?, Zaraki Kenpachi) è il capitano dell'Undicesima Divisione. Alto e dal fisico asciutto e imponente, Kenpachi ha la parte sinistra del volto solcata da una lunga cicatrice. Zaraki combatte per il semplice piacere che la battaglia gli procura: è infatti costantemente alla ricerca di avversari capaci di affrontarlo e di metterlo in difficoltà e, proprio per questo, si mette volutamente in una posizione di svantaggio; la benda che porta sull'occhio destro ha infatti la funzione di sigillare, almeno in parte, l'enorme quantità di reiatsu del capitano, mentre i campanelli con cui raccoglie i capelli servono a rendere più tracciabili i suoi movimenti all'avversario. È inoltre dotato di immensa forza e resistenza. È doppiato da Fumihiko Tachiki e Marco Balzarotti.

#### Yachiru Kusajishi
Yachiru Kusajishi (草鹿 やちる?, Kusajishi Yachiru) è la luogotenente dell'Undicesima Divisione. Ha capelli di un rosa acceso e l'aspetto e i comportamenti di una bambina, essendo piccola, sorridente, allegra e spensierata. Ha una passione per i dolci e ama assegnare soprannomi alle persone; chiama ad esempio Zaraki "Ken-chan", Byakuya "Bya-kun" e Ichigo "Icchy". Venne trovata ancora infante da Kenpachi Zaraki nel 79º distretto del Rukongai, Kusajishi; nonostante Zaraki fosse coperto di sangue, la bimba non mostrò paura né di lui né della sua arma. Egli la prese con sé e le diede il nome Yachiru, in onore di Yachiru Unohana, l'unica persona che avesse mai ammirato. Nella serie compare quasi esclusivamente in compagnia del suo capitano, tranne durante la seconda invasione della Soul Society da parte del Vandenreich, quando affronta con Isane Kotetsu il falso Stern Ritter "V", Guenael, capace di nascondere la propria presenza, prima di essere sconfitta da Gremmy Thoumeaux, il vero Stern Ritter "V". Scompare quando Zaraki rilascia il suo shikai, Nozarashi, per la prima volta contro Gremmy Thomeaux, rivelandosi poi contro lo Sternritter "M" in qualità di Spirito della zanpakutō Nozarashi. È doppiata in giapponese da Hisayo Mochizuki e in italiano da Laura Cherubelli.
Nonostante il suo aspetto fanciullesco, Yachiru è apparentemente molto forte e veloce, riuscendo a sollevare senza problemi Zaraki e a trasportarlo per lunghe distanze. Possiede inoltre un'enorme quantità di reiatsu. La sua zanpakutō prende il nome di Sanpo Kenjū (三步剣獣? "Triplice spada bestiale"). Nella sua forma sigillata ha la forma di una katana con il manico e il fodero rosa, sul quale Ikkaku ha montato delle piccole ruote che le consentono di trascinarla con sé. La guardia, invece, ha forma di un fiore con cinque petali. La formula di rilascio dello shikai è sconosciuta, ma, una volta rilasciata, vengono materializzate due creature bestiali armate di spada: una coperta da un mantello nero e l'altra bassa e pelosa. Entrambe imitano i movimenti di Yachiru, permettendo alla bambina di realizzare un triplice attacco. Stando a quanto afferma Isane Kotetsu, si tratta di uno Shikai anomalo in quanto evoca due creature mentre la forma della spada resta invariata. Ciò è molto probabilmente dovuto al fatto che Yachiru non sia una vera shinigami, bensì lo spirito di Nozarashi.

#### Ikkaku Madarame
Ikkaku Madarame (斑目 一角?, Madarame Ikkaku) è inizialmente l'ufficiale di terzo seggio dell'Undicesima Divisione. I tratti fisici che lo contraddistinguono maggiormente sono la calvizie, verso cui è molto suscettibile, e il contorno degli occhi truccato; come altri personaggi è originario del Rukongai, una delle zone più malfamate della Soul Society.
Combatté in passato con Kenpachi e, pur venendo sconfitto, riuscì a sopravvivere: impressionato dalla sua forza, quando Zaraki divenne capitano Ikkaku e il suo grande amico Ayasegawa si unirono alla sua divisione proprio per combattere e morire sotto il suo comando. Come il suo capitano cerca sempre persone forti con cui combattere e adora mettere a rischio la propria vita; Ayasegawa afferma che Ikkaku è il secondo uomo più forte della Divisione e nonostante abbia le capacità necessarie per diventare capitano ha sempre preferito continuare a servire sotto Zaraki, nascondendo anche il fatto che sappia usare il Bankai.
Appena Ichigo e compagni arrivano nella Soul Society Ikkaku lo affronta ma viene sconfitto dopo un duro scontro al termine del quale riconosce la superiorità dell'avversario; per dargli il tempo di salvare Rukia, Ikkaku affronta in seguito Tetsuzaemon Iba in uno scontro che si conclude in parità. Successivamente entra nel gruppo di Shinigami scelto dal comandante Yamamoto per proteggere Karakura dagli attacchi degli Arrancar e in questa sede combatte contro la Fracciòn di Grimmjow Edrad Leones e contro l'Espada Luppi Antenor. Quando Aizen invade la falsa Karakura Ikkaku affronta Choe Neng Poww, una Fracciòn di Baraggan, e, unico dei quattro Shinigami a difesa dei pilastri, ne esce sconfitto perché non ha voluto usare il suo Bankai; subito dopo a vendicarlo sarà Komamura, mentre Iba lo rimprovera dicendogli che l'orgoglio va messo da parte quando una missione deve essere portata a termine a tutti i costi. Ritorna a Karakura diciassette mesi dopo la sconfitta di Aizen per combattere i Fullbringers e qui affronta Moe Shishigawara, che sconfigge dopo un feroce scontro a mani nude. Durante l'invasione del Vandenreich, affronta gli zombie dello Sterniritter "Z" Giselle Gewelle e partecipa all'invasione del palazzo reale; dopo la guerra viene promosso a luogotenente dell'Undicesima Divisione. È doppiato da Nobuyuki Hiyama e Davide Farronato (ed.italiana).
La zanpakutō di Ikkaku si chiama Hōzukimaru (鬼灯丸? "Lanterna del demone") e lo Shikai viene rilasciato al comando "allungati" (延びろ?, nobiro), che trasforma la spada in una naginata; se pronuncia un nuovo comando, ovvero "spezzati" (裂けろ?, sakero), Hōzukimaru assume la sua vera forma di sansetsukon. Il suo Bankai si chiama Ryūmon Hōzukimaru (龍紋鬼灯丸? "Lanterna del demone araldo del drago") e, attivandolo, le tre sezioni si ingrandiscono e diventano delle colossali guan dao che Ikkaku manovra con le spalle e le braccia. La particolarità di questo Bankai è il drago inciso nell'ascia, che col tempo diventa rosso: quando la colorazione è completa, Ryūmon Hōzukimaru raggiunge la sua massima potenza. Il processo si completa in un notevole lasso di tempo perché lo spirito di Hōzukimaru sembra essere alquanto pigro all'inizio dei combattimenti.

#### Yumichika Ayasegawa
Yumichika Ayasegawa (綾瀬川 弓親?, Ayasegawa Yumichika) è il quinto seggio dell'Undicesima Divisione. Utilizza delle piume colorate come ornamento sulle ciglia e sopracciglia e ha la pelle e i capelli splendenti, che gli conferiscono un aspetto piuttosto effeminato. Narcisista e vanesio, Yumichika giudica tutto e tutti in base alla bellezza. Grande amico di Ikkaku, con cui è cresciuto, Yumichika si iscrive all'Unidicesima Divisione per servire sotto Kenpachi Zaraki. Dal momento che Ikkaku si prese il terzo seggio, Yumichika scelse il quinto, valutando il kanji per "5" più bello di quello usato per scrivere il numero quattro. Malgrado questa sua superficialità, Yumichika è un abile combattente e con un proprio senso dell'onore, al punto che limita costantemente la sua forza usando uno Shikai fittizio per non essere osteggiato dai suoi compagni di divisione, in particolare da Ikkaku e Kenpachi. Il loro rispetto è più importante della sua stessa vita ai suoi occhi, tanto che preferirebbe morire in combattimento piuttosto che rivelare il suo Shikai davanti a loro, anche se usandolo potrebbe vincere.
Durante la saga della Soul Society insegue a lungo Ganju Shiba prima di venire sconfitto grazie a un potente esplosivo. In seguito dovrà affrontare Shūhei Hisagi: verrà sottovalutato dal suo avversario, pensando che un luogotenente debba per forza essere superiore ad un semplice comandante di seggio, ma Yumichika alla fine uscirà vincitore usando il potere nascosto della sua spada. Yumichika fa parte del gruppetto mandato nella città di Karakura per difendere la città dagli attacchi degli Arrancar. Non interferirà nella lotta di Ikkaku Madarame contro Edorad Leones, preferendo commentare con lo spettatore Keigo Asano. Dopo la sfida diventa ospite fisso, insieme al suo amico, di Asano. Contro il secondo gruppo inviato dall'Hueco Mundo, capeggiato da Ulquiorra Schiffer, affronta il nuovo Espada numero 6 Luppi Antenor. Quando Aizen invade la falsa città di Karakura, Yumichika affronta e sconfigge Charlotte Cuuhlhourne, uno degli Arrancar che fa parte della Fracciòn di Baraggan, riuscendo a sconfiggerlo grazie alla vera forma della sua spada. Durante l'invasione del Vandenreich, affronta con Ikkaku gli zombie dello Sterniritter "Z" Giselle Gewelle e partecipa all'invasione del palazzo reale. Diventa ufficiale di Terzo seggio dopo la scomparsa di Yachiru e la consecutiva promozione di Ikkaku. È doppiato da Jun Fukuyama e da Massimo Di Benedetto nell'edizione italiana di Memories of Nobody e da Alessandro Pili nella serie.
Il nome della zanpakutō di Yumichika è Ruri'iro Kujaku (瑠璃色孔雀? "Pavone lapislazzuli"). Una volta rilasciata, al comando "dividi ed emancipa" (裂き狂え?, sakikurue), la zanpakutō assume la forma di un reticolo di rovi che si avvolgono attorno al corpo dell'avversario, cominciando a risucchiarne la forza spirituale fino a sfiancarlo o ucciderlo. Per determinare quanta reiatsu è stata assorbita, è sufficiente osservare i fiori che si trovano lungo i rovi. Quando sbocciano significa che la reiatsu è stata assorbita del tutto. Yumichika, in seguito, può assimilare la reiatsu assorbita dal nemico addentando uno dei fiori, il che gli permette di ripristinare le sue energie e anche di guarire dai danni subiti in battaglia. Tuttavia, poiché il potere della zanpakutō è basato sul kidō, che per i membri dell'undicesima divisione è simbolo di debolezza, Yumichika la rilascia usando il nomignolo Fuji Kujaku (藤孔雀? "Pavone glicine"), colore che per ammissione dello stesso Ayasegawa irrita lo spirito della sua spada. Con il comando "sboccia" (咲け?, sake), la zanpakutō di Ayasegawa si trasforma in un falcetto a quattro lame che lo Shinigami sfrutta per attacchi veloci.

#### Makizō Aramaki
Makizō Aramaki (荒巻 真木造?, Aramaki Makizō) è il decimo seggio dell'Undicesima Divisione. Soprannominato "Maki-Maki" da Yachiru, poi modificato in "Baffetto", Aramaki è un personaggio piuttosto strambo ed è anche un ubriacone e un codardo. Viene salvato dalle esplosioni degli "Shinigami bomba" di Mayuri dal Santen Kesshun di Orihime e poi, su richiesta di Uryu Ishida, la porta via. È doppiato da Yūichi Nagashima.

#### Maki Ichinose
Maki Ichinose (一之瀬 真樹?, Ichinose Maki) è introdotto come Shinigami dell'Undicesima Divisione durante la quarta stagione dell'anime, senza comparire nel manga. Lasciò la Brigata dopo che Kenpachi Zaraki uccise il precedente capitano Kenpachi Kiganjō, da cui era legato da un rapporto di profondo rispetto e fiducia. Viaggiando nel mondo dei vivi, Ichinose si imbatté in un Hollow che quasi lo uccise; venne salvato da Jin Kariya e gli giurò quindi fedeltà. Aiuta i Bount ad introdursi nella Soul Society, provocando il capitano della dodicesima divisione Mayuri Kurotsuchi a farli entrare. Seriamente ferito da Zaraki durante un duello fra i due, fugge, torna da Kariya, ma viene da questi ucciso. È doppiato da Susumu Chiba e in italiano da Jacopo Calatroni.
La sua zanpakutō è chiamata Nijigasumi (虹霞? "Arcobaleno della nebbia") e lo shikai viene attivato al comando  "brilla vivacemente" (光華閃け?, kōka hirameke). Nijigasumi ha l'abilità di controllare la luce, con cui può accecare i propri nemici o creare dei "giochi di luce"; manipolando la rifrazione luminosa, Maki può inoltre diventare invisibile e creare illusioni molto realistiche. Maki può usare il suo potere anche in attacco, creando delle lame di luce con cui ferire i propri avversari.

### Dodicesima Divisione
Prima del processo di hollowficazione, il ruolo di luogotenente della Dodicesima Divisione era ricoperto da Hiyori Sarugaki.

#### Mayuri Kurotsuchi
Mayuri Kurotsuchi (涅 マユリ?, Kurotsuchi Mayuri) è il capitano della Dodicesima Divisione e il presidente dell'Istituto di Ricerca degli Shinigami. È uno dei personaggi più sadici e crudeli dell'intera serie e vede gli altri come mere cavie da utilizzare per le sue ricerche. Mayuri si copre il viso con del pesante trucco simile ad una maschera e adotta delle acconciature stravaganti, cambiando il suo look ad intervalli regolari nella storia. In origine uno dei detenuti più pericolosi della Tana del verme, Mayuri riceve la visita di Urahara che, convinto del suo genio, gli propone di diventare suo vice nell'Istituto di Ricerca e Sviluppo Tecnologico. In seguito eredita il posto di capitano della Dodicesima Divisione proprio da quest'ultimo. È doppiato da Ryūsei Nakao e da Riccardo Rovatti nell'edizione italiana di Memories of Nobody e nella versione italiana della serie TV è doppiato da Roberto Accornero.

#### Nemu Kurotsuchi
Nemu Kurotsuchi (浧 ネム?, Kurotsuchi Nemu) è la luogotenente della Dodicesima Divisione e la figlia, creata artificialmente grazie ad una combinazione di ricerche sui gigai e sulle anime modificate, di Mayuri Kurotsuchi. La sua nascita l'ha portata ad essere una ragazza piuttosto introversa e malinconica, che preferisce stare in silenzio alla presenza del suo capitano. È conosciuta anche come Nemuri VII (眠七號?, Nemuri Nanagō, "Addormentata numero sette"), poiché si tratta del settimo ed unico esperimento pienamente riuscito. Nonostante Mayuri ne abusi e la maltratti, ripetendo spesso che la vede solo come strumento, egli la considera come il suo più grande capolavoro ed è orgoglioso della capacità di Nemu di maturare e migliorarsi con il passare del tempo. Nonostante la freddezza riservatale da Mayuri, Nemu continua a mostrargli lealtà e obbedienza. Ha infatti espresso apertamente preoccupazione alla prospettiva che lui potesse morire, anche se non sa spiegare a se stessa il perché. Al contrario di suo padre, sembra avere compassione per gli altri, come dimostra quando salva la vita ad Ishida dopo che questi ha sconfitto Mayuri. Porta i capelli raccolti in una treccia e con una frangetta. L'uniforme di Nemu differisce da quella degli altri Shinigami, in quanto termina in una minigonna, e indossa un obi bianco.
Accompagnerà il suo capitano nell'Hueco Mundo, dove verrà ridotta ad una mummia rinsecchita da Szayel Aporro Grantz, ma grazie a questo fatto ha un ruolo predominante nella sconfitta dello stesso. In seguito Mayuri la rigenererà in maniera ambigua e poco ortodossa. Durante lo scontro di Mayuri contro Pernida Parnkgjas, Nemu disubbidisce agli ordini ricevuti per salvare il padre dal Quincy. Rivelando di aver modificato la propria forza fisica a discapito del suo tasso di decomposizione, Nemu riesce a distruggere uno dei cloni di Pernida, ma è infine distrutta dall'avversario. Tuttavia, poiché Mayuri riesce a recuperare il cervello di Nemu mentre i resti del suo corpo vengono divorati da Pernida, le cellule della ragazza iniziano a moltiplicarsi in maniera incontrollata, distruggendo il nemico dall'interno. Il corpo di Nemu è progettato per resistere anche a ferite gravi e per essere immune a vari veleni; è dotata inoltre di una forza superviluppata e porta sempre con sé una serie di antidoti che utilizza al momento opportuno. Normalmente Nemu non porta una zanpakutō, ma ha rivelato di possederne una in una illustrazione dell'artbook All Colour but the Black. È doppiata da Rie Kugimiya (ed. giapponese) e da Stefania Rusconi (ed. italiana).

#### Kisuke Urahara
Kisuke Urahara (浦原 喜助?, Urahara Kisuke) è il signore che gestisce l'emporio omonimo. Egli aiuta Ichigo a risvegliare i suoi poteri da Shinigami e in seguito permette a lui e ai suoi compagni di intrufolarsi nella Soul Society per salvare Rukia. Uomo dall'indole pigra, sorridente e gioviale, Urahara si scopre in seguito essere stato il capitano della Dodicesima Divisione cento anni prima dell'inizio della storia, il fondatore dell'Istituto di Ricerca e Sviluppo Tecnologico e uno degli Shinigami più intelligenti e dotati nel combattimento di tutta la Soul Society. È doppiato da Shin'ichirō Miki e da Claudio Moneta nell'edizione italiana di Memories of Nobody e da Matteo De Mojana nell'edizione italiana dell'anime.

### Tredicesima Divisione

#### Jūshirō Ukitake
Jūshirō Ukitake (浮竹 十四郎?, Ukitake Jūshirō) era il capitano della Tredicesima Divisione. All'età di tre anni contrasse una malattia mortale ai polmoni e i suoi genitori, vista l'impossibilità dei medici di salvarlo, si rivolsero a Mimihagi, un essere ultraterreno noto anche come "il braccio destro del Re delle Anime": sebbene questi riuscì a salvargli la vita, asportandogli i polmoni e dandogli modo di sopravvivere anche in loro assenza, Ukitake soffrirà di pesanti effetti collaterali, quali un incanutimento precoce dei capelli e violenti attacchi di tosse, che gli precludono le normali mansioni da Shinigami. Nonostante sia per questo costretto a delegare gran parte dei suoi incarichi ai suoi subordinati è molto rispettato all'interno della Soul Society, in quanto è stato uno dei primi a divenire capitano e perché in possesso di ottime abilità da leader riconosciute persino dal suo mentore Yamamoto. È un uomo gentile, pacifico, leale e con un forte senso di giustizia personale; sembra inoltre che goda di grande popolarità con il gentil sesso.
Insieme al suo grande amico Kyōraku mette in dubbio la decisione di giustiziare Rukia e si prodiga per distruggere il Sōkyoku, scatenando l'ira di Yamamoto; in seguito, nella battaglia di Karakura, affronta sempre insieme a Kyōraku il Primera Espada Coyote Stark, venendo preso di sorpresa e ferito dall'Arrancar Wonderweiss Margela. Dopo l'invasione della Soul Society ad opera del Vandenreich, Ukitake combatterà contro lo Stern Ritter "D" Askin Nakk Le Vaar: quando tuttavia il Re delle Anime viene ferito a morte da Yhwach, Ukitake decide di sacrificare tutti i suoi organi interni e diventare così un vessillo per il braccio destro del Re delle Anime. È doppiato da Hideo Ishikawa e In italiano da Loris Bondesan nella serie TV.
La sua zanpakutō si chiama Sōgyo no Kotowari (双魚の理? "Logica dei pesci gemelli") e il comando per il rilascio dello shikai è "Che tutte le onde siano il mio scudo, che tutti i fulmini siano la mia lama" (波悉く我が盾となれ雷悉く我が刃となれ?, Nami kotogotoku waga tate to nare, ikazuchi kotogotoku waga yaiba to nare). Insieme a Kyōraku, Shuhei Hisagi e Ichigo è l'unico ad avere una zanpakutō doppia, che però si rivela solo attivando lo shikai: le due spade, in particolare, sono collegate tramite una corda su cui sono presenti cinque piccole lastre di metallo (dette fuda). Durante il breve scontro con Stark si viene a conoscenza di una delle sue abilità: Sōgyo no Kotowari è capace di assorbire un attacco e di rifletterlo verso l'avversario che lo ha lanciato e le cinque lastre, attraverso le quali passa l'attacco nemico, fanno sì che questo venga rispedito al mittente con maggiore velocità e diversa densità, rendendo più difficile all'avversario schivare il colpo.

#### Rukia Kuchiki
Rukia Kuchiki (朽木 ルキア?, Kuchiki Rukia) è il luogotenente della tredicesima divisione. All'inizio della storia viene assegnata all'eliminazione degli Hollow nella città di Karakura Town, dove incontra Ichigo ed è costretta a trasferire i suoi poteri al ragazzo e a vivere per un periodo come umana. Nonostante il suo aspetto sia quello di una ragazzina, è in realtà dieci volte più anziana di Ichigo. Al termine della serie viene promossa Capitano al posto di Ukitake. Rukia è stato il primo personaggio creato da Kubo e il suo design venne esteso a quello di tutti gli altri Shinigami. È doppiata da Fumiko Orikasa e Martina Tamburello.

#### Kiyone Kotetsu
Kiyone Kotetsu (虎徹 清音?, Kotetsu Kiyone) è uno dei due comandanti di terzo seggio della Tredicesima Divisione, sempre in competizione con Sentarō Kotsubaki per impressionare e fare contento il suo capitano. È una ragazza bionda e dai capelli corti e la sorella minore di Isane Kotetsu. Diventa Luogotenente della Quarta divisione dopo la sconfitta di Yhwach. È doppiata da Chinami Nishimura e da Giulia Maniglio nella edizione italiana.

#### Sentarō Kotsubaki
Sentarō Kotsubaki (小椿 仙太郎?, Kotsubaki Sentarō) è uno dei due comandanti di terzo seggio della Tredicesima Divisione, sempre in competizione con Kiyone Kotetsu per impressionare e fare contento il suo capitano. È un tipo piuttosto volgare e privo di finezza. È doppiato da Kōichi Tōchika e da Giuseppe Palasciano in italiano.

#### Kaien Shiba
Kaien Shiba (志波 海燕?, Shiba Kaien) era il luogotenente della Tredicesima Divisione e il fratello di Kūkaku e Ganju Shiba. Persona gentile e disponibile, diventò il mentore di Rukia al suo ingresso nella Brigata, offrendole insegnamenti e consigli che le sarebbero stati molto utili nella sua vita. Quando l'Hollow Metastacia, dotato dell'abilità di annichilire i poteri delle zanpakutō e di penentrare nel corpo dei nemici prendendone possesso, uccide sua moglie Miyako, Kaien si mette in cerca del mostro per ottenere vendetta. L'Hollow si impossessa tuttavia anche di Kaien e l'uomo, riprendendo momentaneamente il controllo di sé, preferisce uccidersi infilzandosi con la spada di Rukia. Metastacia, in seguito, ritorna in qualche modo nell'Hueco Mundo dove viene divorato dall'Espada Aaroniero Arruruerie, che in questo modo assorbe anche lo spirito di Kaien, permettendogli di assumere il suo aspetto e imitare le sue abilità. Sia Rukia che Byakuya notano in Ichigo Kurosaki una forte somiglianza, sia fisica che di carattere, con Kaien. Come viene rivelato in seguito, infatti, Ichigo è cugino di Kaien. La zanpakutō di Kaien si chiama Nejibana (捩花? "Spiranthes", che letteralmente significa "fiore contorto") e il comando per rilasciarne lo shikai è "che il cielo e i mari si scatenino" (水天逆巻け?, suiten sakamake). Essa assume la forma di un tridente e ha l'abilità di produrre onde che sono in grado di tagliare il nemico in due. È doppiato da Toshihiko Seki e da Diego Baldoin nell'edizione italiana nell'anime.

## Guardia Reale
La Guardia Reale (王属特務?, Ōzokutokumu), chiamata anche Divisione Zero (零番隊?, Zerobantai), è il corpo d'élite del Gotei 13. I cinque Shinigami che la compongono hanno il compito di proteggere il Re Spirito, la Famiglia Reale e il Palazzo Reale; a detta di Shunsui Kyōraku il loro potere complessivo supera quello delle tredici Divisioni messe assieme e l'eccezionalità del loro potere è confermata dal fatto che ciascuno di loro ha inventato qualcosa di fondamentale importanza per la Soul Society.

### Ichibei Hyōsube
Ichibei Hyōsube (兵主部 一兵衛?, Hyōsube Ichibei) è il comandante della Guardia Reale e detiene il titolo di "Monaco Osservatore" (まなこ和尚?, Manako Oshō). Si presenta come un uomo robusto e barbuto, con delle folte sopracciglia e un grosso naso. È accreditato come colui che ha dato il nome a tutte le cose della Soul Society, compreso chiamare "zanpakutō" le spade degli shinigami e "shikai" e "bankai" i loro rilasci; afferma inoltre di conoscere il vero nome di tutte le zanpakutō, affermazione confermata dal fatto che è proprio lui a rivelare a Renji il vero nome del bankai di Zabimaru.
Dopo la prima invasione della Soul Society da parte del Vandereich, porta Ichigo, Rukia, Renji e Byakuya al Palazzo Reale e li allena personalmente in previsione dei prossimi scontri; tenta quindi di fermare l'avanzata di Yhwach e dei suoi sottoposti verso il Re delle Anime, ma viene sconfitto e decapitato dal nemico. Quando Ichigo e i suoi amici giungono al Palazzo Reale, Ichibei lo contatta telepaticamente e gli chiede di pronunciare il suo nome, cosa che Ichigo fa permettendo allo Shinigami di prendere un po' del suo potere così da ricomporre il proprio corpo.
La sua zanpakutō prende il nome di Ichimonji (一文字? "Linea retta") e ha la forma di un grande pennello per calligrafia. Lo shikai viene rilasciato al comando "tingi di nero" (黒めよ?, kuromeyo) e il pennello si trasforma in una lama di medie dimensioni attaccata al lungo manico, che resta invariato. In questo stadio Ichimonji è in grado di rilasciare inchiostro nero con ogni sferzata e chiunque venga ricoperto da esso perde il proprio nome e poteri. Il bankai prende il nome di Shirafude Ichimonji (白筆一文字? "Pennello bianco della linea retta") e viene attivato al comando "shinuchi" (真打? "vero colpo"), dal momento che Ichimonji fu la prima zanpakutō ad acquisire una forma evoluta molto prima che fosse coniato il termine "bankai". In questa forma la lama si trasforma in un filo lungo e spesso di colore bianco che gira intorno ad Ichibei e tramite il quale quest'ultimo può rinominare ogni cosa scrivendo il kanji del nome sull'obiettivo e dandogli le proprietà e i poteri del nome assegnato. È doppiato da Naomi Kusumi (ed. giapponese) e da Cesare Rasini (ed. italiana).

### Tenjirō Kirinji
Tenjirō Kirinji (麒麟寺 天示郎?, Kirinji Tenjirō) è uno dei cinque Shinigami della Guardia Reale. È un uomo magro e molto alto, con i capelli neri acconciati in un bizzarro pompadour. Conosciuto per essere un guaritore incredibilmente abile, è colui che ha insegnato l'arte medica a Retsu Unohana durante i suoi trascorsi da capitano del Gotei 13 sebbene affermi di conoscere tecniche che il capitano della Quarta Divisione non è in grado di eseguire. La sua terapia comporta una particolare forma di trattamento termale che ha il potere di risucchiare il sangue e la reishi impuri e di sostituirli con fluidi freschi, a patto però che il paziente abbia la forza necessaria per sopportarlo: per questo motivo detiene il titolo di "Demone delle Terme" (泉湯鬼?, Sentōki).
Dopo aver sottoposto al suo trattamento Ichigo, Rukia, Renji e Byakuya in modo da poter riprendere la battaglia contro il Vandereich, viene sconfitto insieme ai suoi compagni durante l'invasione di Yhwach del palazzo del Re Spirito.
La sua zanpakutō prende il nome di Kinpika (金毘迦? "Splendore dorato") e nello stato sigillato ha la forma di una piccola lama con la punta ricurva collegata ad un palo di legno; la guaina è anch'essa in legno e, quando l'arma è riposta nel fodero, somiglia ad una pagaia per barche a remi. Lo shikai è rilasciato al comando "risplendi" (天照一閃?, tenshō issen) e in questo stato la lama inizia a brillare. È doppiato da Tomoyuki Shimira (ed. giapponese) e da Francesco Orlando (ed. italiana).

### Ōetsu Nimaiya
Ōetsu Nimaiya (二枚屋 王悦?, Nimaiya Ōetsu) è uno dei cinque Shinigami della Guardia Reale e detiene il titolo di "Dio della Spada" (刀神?, Tōshin). Ha i capelli raccolti in una specie di largo mohawk, porta sempre un paio di occhiali da sole e ha l'abitudine a parlare in slang, utilizzando anche parole inglesi e talvolta anagrammi. Fisicamente è molto magro e sopra la divisa da Shinigami porta un giubbotto senza maniche. Generalmente scherzoso e allegro, quando si tratta di parlare di zanpakutō diventa estremamente serio. È accreditato come l'inventore delle Asauchi (浅打?) e del metodo con cui esse si evolvono in zanpakutō tramite la creazione di un profondo legame con il proprio Shinigami. Ōetsu ha una tale conoscenza in questo campo che è l'unico che può riforgiare una zanpakutō rotta in stato di bankai; inoltre, come rivela lui stesso a Renji, è in grado di individuare e riconoscere ogni spada presente nella Soul Society.
Dopo la prima invasione della Soul Society da parte del Vandereich, Oetsu porta Ichigo e Renji al suo palazzo per riforgiare le loro zanpakutō, ma per dimostrarsi degni del loro nuovo potere i due devono affrontare una prova che consiste nello sconfiggere un gruppo di Asauchi inferocite. Quando Ichigo si dimostra incapace di eseguire il compito, Ōetsu lo rispedisce nel mondo dei vivi, dove il ragazzo apprende la verità sulle sue origini e impara a conciliare i suoi poteri Quincy con quelli Hollow/Shinigami, ottenendo in questo modo una Zangetsu formata da due spade. Successivamente la Guardia reale e il gruppo di Ichigo attaccano il Palazzo Reale, dopo che Yhwach e i suoi sottoposti lo hanno occupato, ma anche Oetsu viene sconfitto.
La sua zanpakutō si chiama Sayabuse (鞘伏? "Che resta nella guaina"); non si conoscono i poteri di questa arma, ma stando a quanto afferma lo stesso Oetsu essa è da considerarsi una creazione fallita in quanto, essendo troppo affilata e liscia (tanto che non può essere scheggiata o macchiata dal sangue), non può essere riposta in una guaina né tanto meno circolare nella Soul Society: lo shinigami, infatti, la tiene immersa in una vasca di liquido gelatinoso. È doppiato da Yoji Ueda (ed. giapponese) e da Omar Maestroni (ed. italiana).

### Senjumaru Shutara
Senjumaru Shutara (修多羅 千手丸?, Shutara Senjumaru) è una dei cinque Shinigami che fanno parte della Guardia Reale. È una donna snella ed elegante con ciglia molto lunghe, labbra carnose e lunghi capelli neri con la frangia che vengono, nella parte posteriore, ornati con una vistosa mezzaluna dorata. Invece dei waraji d'ordinanza, indossa un paio di okobo.
È accreditata per aver inventato lo shihakushō (死覇装?), l'uniforme degli Shinigami, e in quanto tale detiene il titolo di "Grande Tessitrice" (大織守?, Ōorigami). Possiede sei braccia ulteriori, simili a quelle di una marionetta, che le spuntano da dietro la schiena e che è in grado di muovere con grande destrezza; la caratteristica principale di questi arti è l'abilità di tessere con grandissima velocità ed accuratezza e la stessa Shutara spiega che il suo nome Senjumaru ("dalle mille braccia") deriva proprio dal fatto di essere così abile e veloce nel cucire. Come membro della Guardia Reale, può disporre di un manipolo di soldati-assassini che la assistono in combattimento. E doppiata da Rina Sato (ed. giapponese) e da Alessandra Karpoff (ed italiana).

### Kirio Hikifune
Kirio Hikifune (曳舟 桐生?, Hikifune Kirio) è una dei cinque Shinigami facente parte della Guardia Reale; in passato era il capitano della Dodicesima Divisione e aveva come luogotenente Hiyori Sarugaki, con la quale aveva un rapporto quasi materno. È una donna grassa e paffuta, dai capelli viola raccolti da un ornamento argenteo e con dei motivi spiraleggianti disegnati sulle guance; il suo vero aspetto, tuttavia, è quello di una donna snella e prosperosa, forma che riacquista solo consumando tutta la sua reiatsu: questo la costringe a mettere su peso tra uno spuntino e l'altro, in modo da essere in grado di sopportare una seconda volta il processo. Detiene il titolo di "Regina delle Messi" (穀王?, Kokuō, Sovrano del grano nell'adattamento dell'anime) poiché ha inventato le anime artificiali (義魂?, gikon) e le Soul Candy (義魂丸?, gikongan). Kirio utilizza una logica simile alla produzione delle Soul Candy durante la preparazione dei cibi, iniettandovi dentro grandi quantità di reiatsu in modo da rafforzare enormemente chi lo mangia; a ciò va aggiunto il suo grandissimo talento culinario, con cui è capace di rendere qualsiasi cibo estremamente gustoso e saporito.
Kirio appare quando Yhwach e i suoi sottoposti invadono il Palazzo Reale, erigendo, intorno alla porzione d'ingresso del palazzo in cui si trovano i Quincy, una gabbia di sua invenzione, che chiama Gabbia della vita (命の檻?, Inochi no ori). Quando lo Stern Ritter "X" Lille Barro spara alla struttura, Kirio gli spiega che è impossibile perforarla con le sue Heilig Pfeil poiché questa è formata da rami di un albero intrisi della sua reiatsu ed essi si nutrono proprio di questa, quindi i proiettili di Lille, che sono costituiti da una reiatsu altamente concentrata, verranno completamente assorbiti. Allo stesso tempo Lille mira agli spazi vuoti tra i rami, ma inutilmente poiché i rami crescono proprio in direzione dei suoi colpi per poterli assorbire. Dopo la vittoria di Yhwach su Ichibei, la ritroviamo a terra, sconfitta, insieme agli altri membri della Guardia Reale. È doppiata da Ayumi Tsunematsu (ed. giapponese) e da Simona Biasetti (ed. italiana).

## Altri Shinigami

### Kūkaku Shiba
Kūkaku Shiba (志波 空鶴?, Shiba Kūkaku) è la capofamiglia del clan Shiba, in passato una nobile famiglia della Soul Society ma da tempo caduta in disgrazia. È una donna forte e aggressiva, dal seno prosperoso e un'esperta di fuochi d'artificio. Nell'anime appare con una vistosa protesi al braccio destro, mentre nel manga la si vede con il braccio mozzato ricoperto di bende. Grande amica di Yoruichi Shihōin, aiuta Ichigo e compagni ad entrare nel Seireitei lanciandoli con il suo speciale cannone Kūkaku, mentre durante la saga della guerra dei mille anni utilizza lo stesso dispositivo per spedire Ichigo, Inoue, Chad e Yoruichi nella dimensione del Re Spirito. In questa circostanza, viene rivelato che Kūkaku e Ganju sono i nipoti di Isshin, e quindi cugini di Ichigo. È doppiata da Akiko Hiramatsu e in italiano da Elisa Giorgio.

### Ganju Shiba
Ganju Shiba (志波 岩鷲?, Shiba Ganju) è un membro del clan Shiba e il fratello minore di Kūkaku e Kaien. Avendo assistito di persona alla morte del fratello Kaien, ucciso da Rukia, Ganju nutre un odio profondo verso tutti gli Shinigami e cercherà continuamente vendetta. Le abilità di Ganju con la spada sono limitate; è molto più abile con il suo arsenale di fuochi d'artificio, con la sua agilità e con la sua magia di terra. La magia che usa, chiamata onda di pietra, riduce qualunque cosa in sabbia.
Entrato con Ichigo nel Seireitei, è il primo del gruppo a trovare Rukia, proprio la Shinigami che secondo lui aveva ucciso il fratello. Inizialmente è tentato di andarsene lasciandola al suo destino, ma alla fine comprende che la morte del fratello non era direttamente imputabile a lei. Gran codardo, si riscatta quando si trova costretto suo malgrado ad affrontare Yumichika Ayasegawa, che sconfigge grazie a una serie di trucchi. In seguito si para innanzi a Byakuya per salvare Hanatarō Yamada, che voleva affrontarlo da solo. Ganju viene sconfitto facilmente dal capitano, ma sopravvive grazie all'intervento di Ichigo. Riappare nella saga dei mille anni quando Ichigo, Inoue, Chad e Yoruichi dovranno ascendere alla dimensione del Re Spirito e viene visto allenarsi con i Fullbringer Kūgo Ginjō, Shūkurō Tsukishima e Giriko Kutsuzawa. È doppiato da Wataru Takagi e in italiano da Matteo Brusamonti.

### Ran'Tao
Ran'Tao (兰岛?, Lándǎo) è una dottoressa Shinigami introdotta durante la saga dei Bount e che compare solo nell'anime. È la direttrice del laboratorio di ricerca dei Bount e la creatrice degli stessi. Dopo averli creati, dispiacendosi per quello che aveva fatto, Ran'Tao costruisce per loro un santuario dove avrebbero potuto vivere in pace, ma quando ritorna nel Seireitei, viene immediatamente arrestata e i Bount dichiarati fuorilegge. Dopo la sconfitta dei Bount, rimane a vivere nel Seireitei con Gō Koga. È doppiata da Masako Katsuki e in italiano da Jolanda Granato.

### Ashido Kanō
Ashido Kanō (狩能 雅忘人?, Kanō Ashido) è un personaggio introdotto nella settima stagione dell'anime e che non compare nel manga. È uno Shinigami che si era recato nell'Hueco Mundo insieme ad alcuni compagni per fronteggiare un attacco nemico. Inseguendo degli Hollow, il gruppo è però rimasto intrappolato nella foresta dei Menos e, uno dopo l'altro, i compagni di Kanō sono tutti morti. Quando Ichigo e compagni entrano nella foresta, Kanō salva Rukia da diversi Menos Grande e, in seguito, decide di sacrificarsi per permettere al gruppo di lasciare il luogo. È doppiato da Yasuyuki Kase e in italiano da Gianandrea Muià.

### Baishin
Baishin (白沙?) è uno Shinigami che viene introdotto nel secondo OAV della serie come capitano di una compagnia del Gotei 13. Dopo essere riuscito a fondersi con la sua zanpakutō, diventò velocissimo, ma la frenesia derivatagli dall'improvvisa forza acquisita lo fece impazzire. Dopo aver sterminato sessantatré ufficiali, venne imprigionato. Dopo quattrocento anni fa il suo ritorno sulla Terra, dove affronta Ichigo e Hitsugaya che lo sconfiggono definitivamente. È doppiato da Jōji Nakata.